# Museo della cosmonautica Sergej Pavlovič Korolëv
Il Museo della cosmonautica Sergej Pavlovič Korolëv (in ucraino Музей космонавтики імені Сергія Павловича Корольова? ) è un museo della tecnologia a Žytomyr, in Ucraina, dedicato a Sergej Korolëv, che nacque in questa città (allora parte dell'Impero russo). Korolëv guidò il progetto Sputnik e fu ingegnere capo per il programma spaziale e missilistico Unione Sovietica dalla fine degli anni cinquanta fino alla sua morte nel 1966.
Nel 1970 la casa in cui nacque Korolëv gli è stata dedicata come memoriale, come campus del Museo regionale di Žytomyr. Il museo divenne indipendente nel 1987 e l'attuale edificio che ospita il museo è stato costruito nel 1991.
Il museo ospita circa 11 000 reperti relativi all'esplorazione spaziale e missilistica, tra cui il modulo di discesa Soyuz 27, un piccolo campione di suolo lunare, repliche a grandezza naturale di una navicella spaziale Soyuz completa, il modulo di discesa Vostok 1 e il rover lunare Lunokhod 2. Dal 2013 sono passati attraverso le porte del museo 2,5 milioni di visitatori.

## Studio della luna

### Stazioni automatiche
Il modello Luna-1 (E-1 n. 4) è stato il primo apparato a oltrepassare la Luna a una distanza di 6000 km

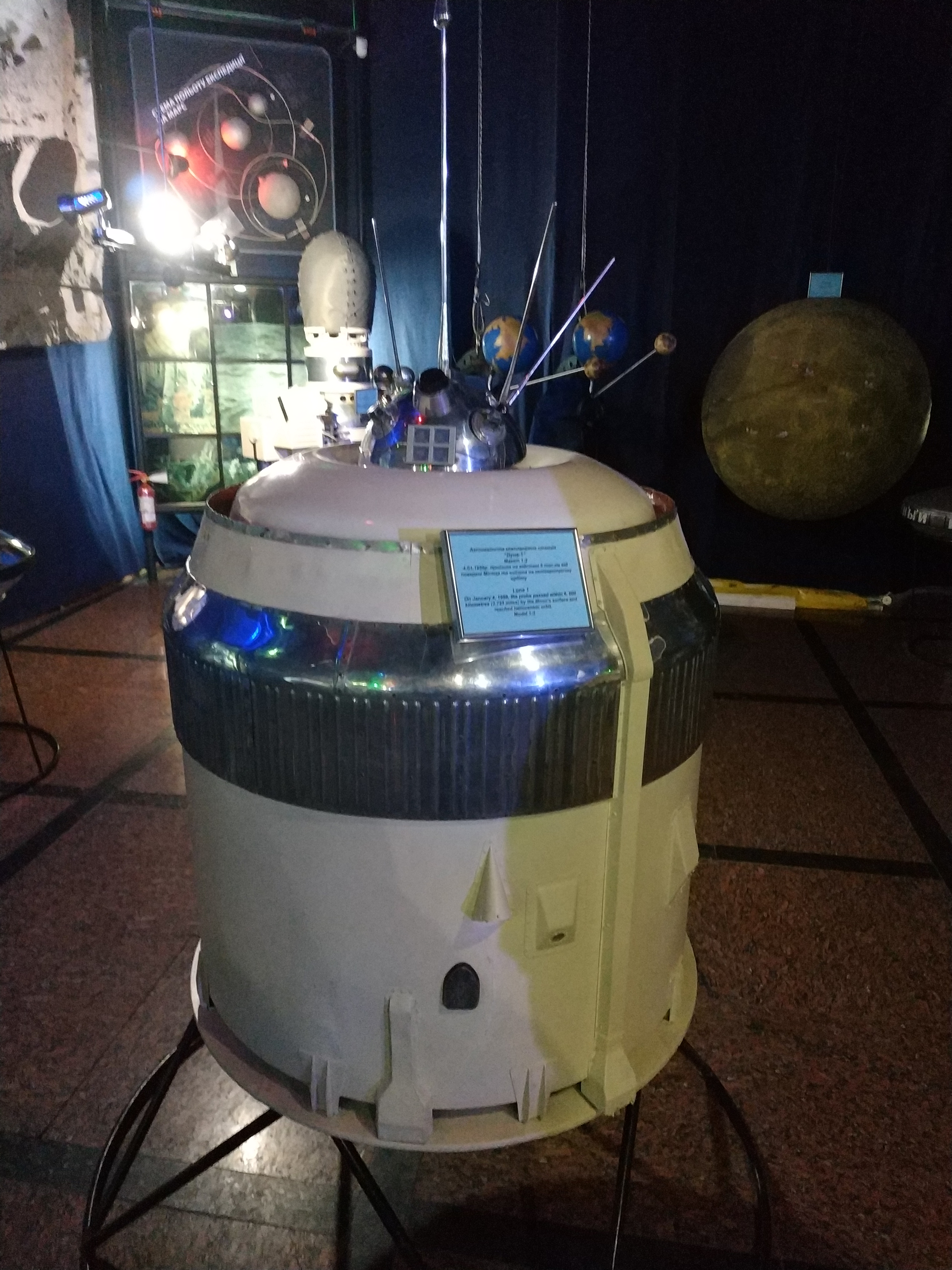

Una copia del gagliardetto che venne trasportato sulla Luna dal dispositivo Moon 2 (E-1 n. 6).

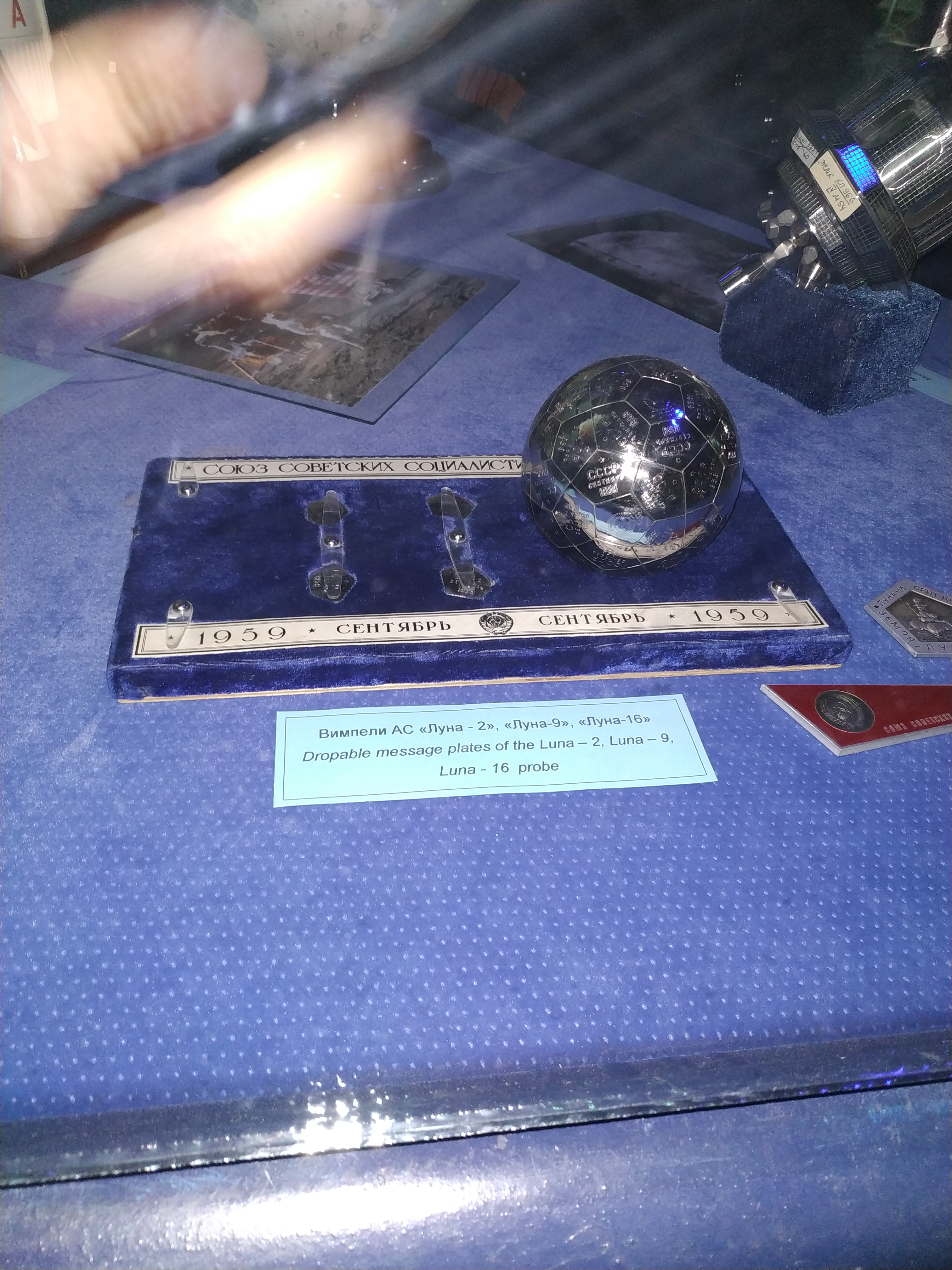

Modello Luna-3E-2A n. 1 del primo apparecchio che ha fotografata la faccia nascosta della Luna.

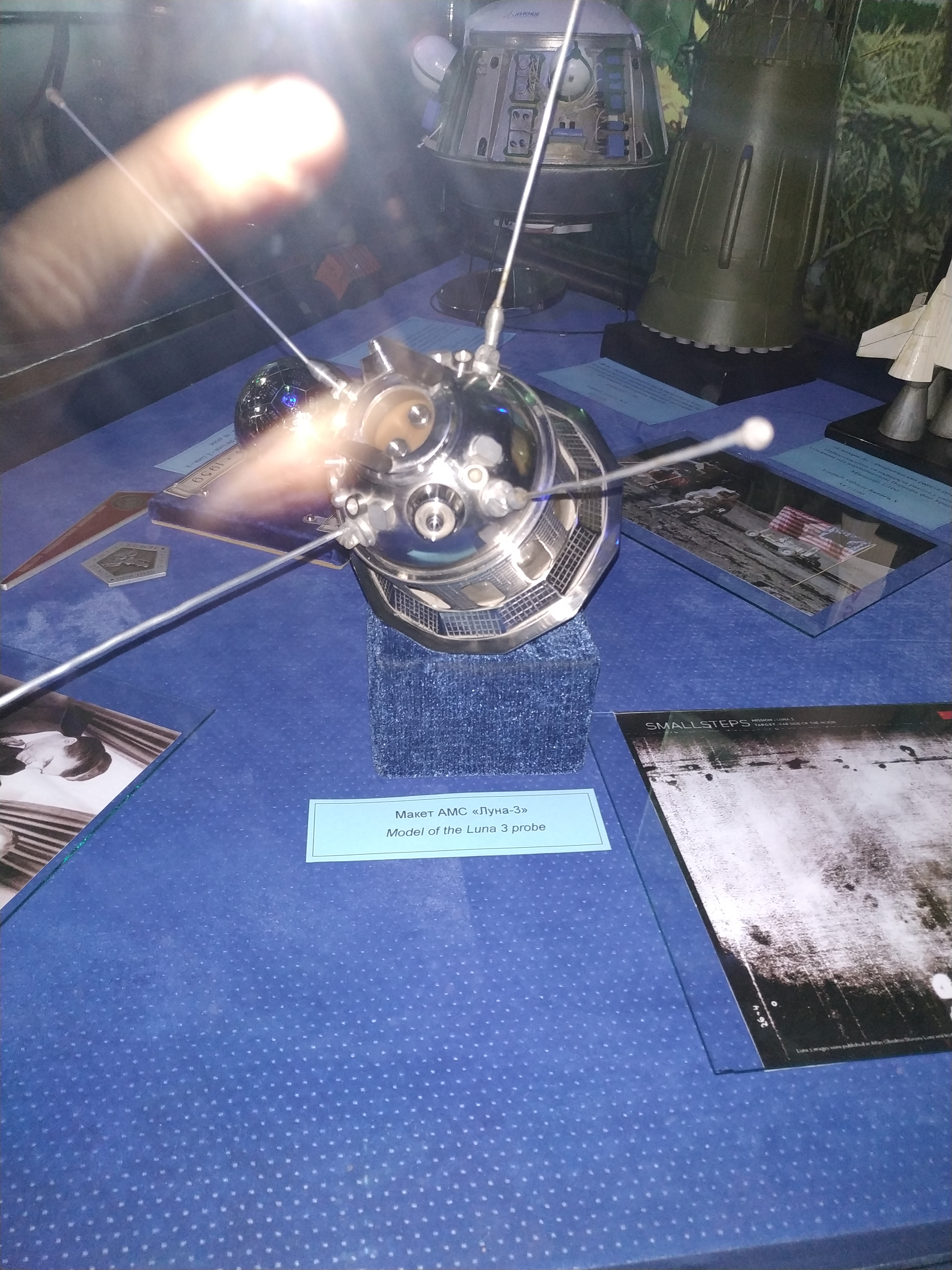

Luna-9 (Е-6 n.13): il modello del primo apparecchio che effettuò un atterraggio morbido sulla Luna.

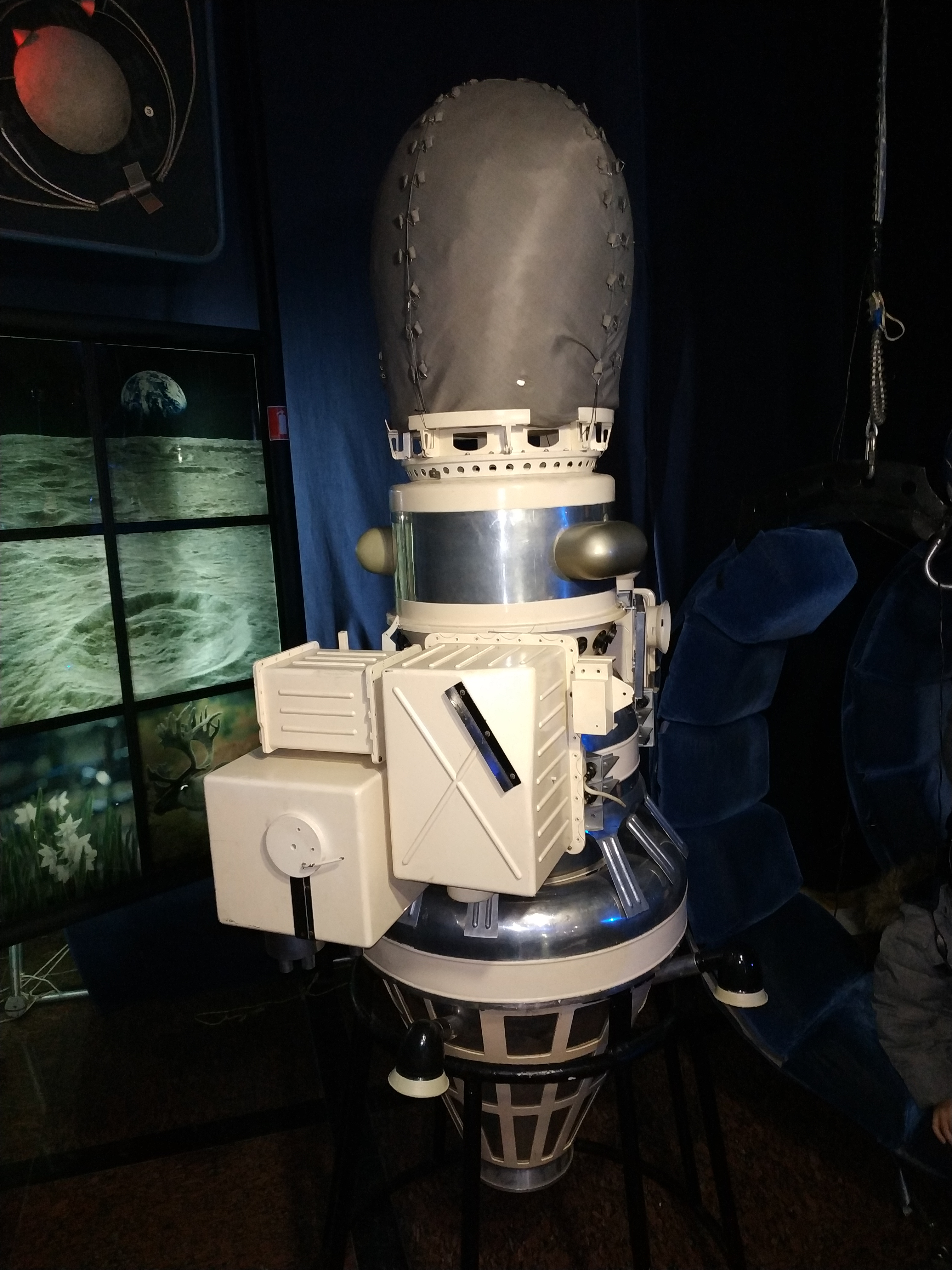

Le stazioni automatiche sovietiche trasportarono sulla Terra circa 300 grammi di suolo lunare; nell'esposizione sono presenti campioni di tale suolo.

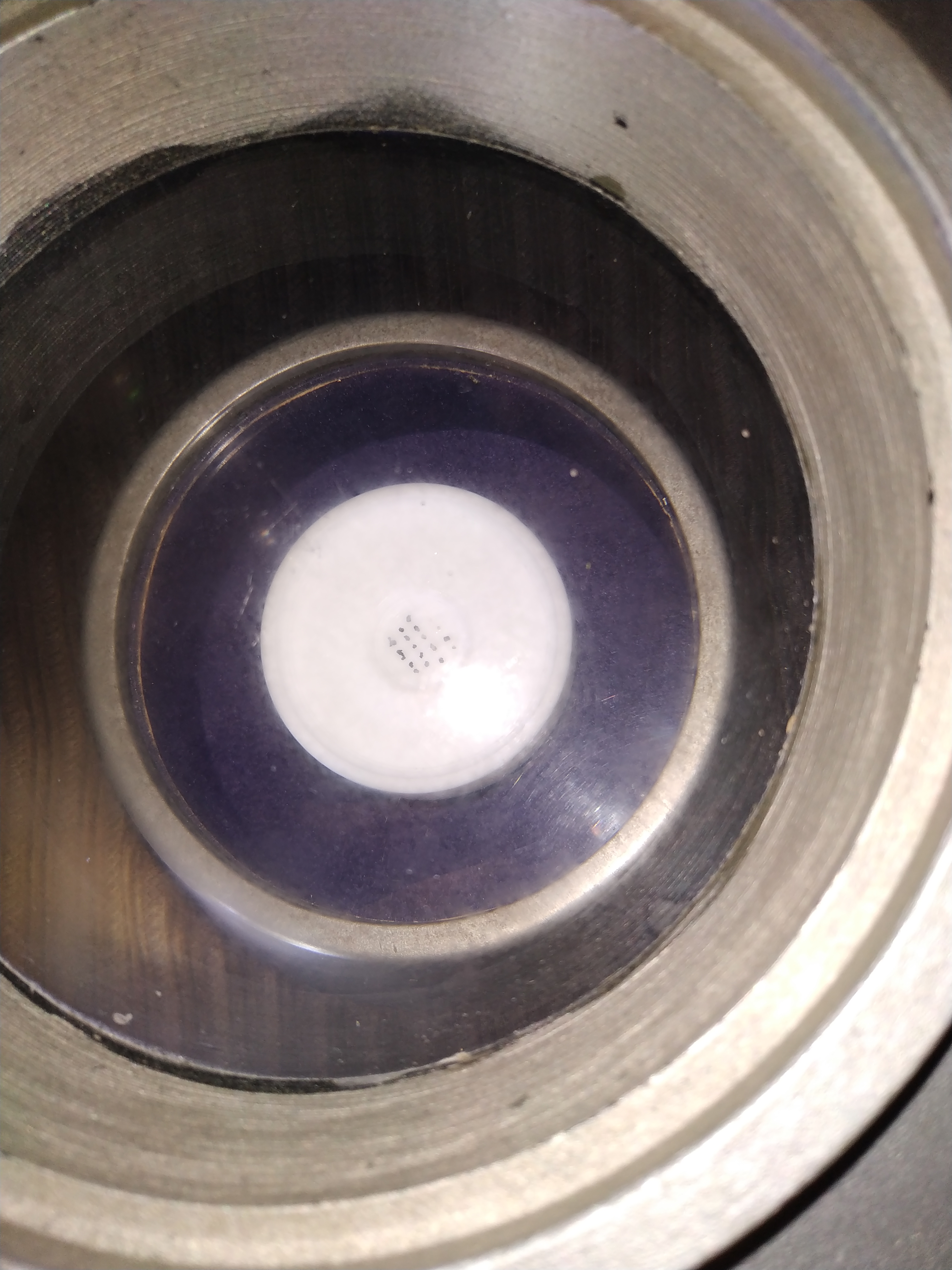

## Programma Lunochod (E8)

### Modello del Lunokhod-2

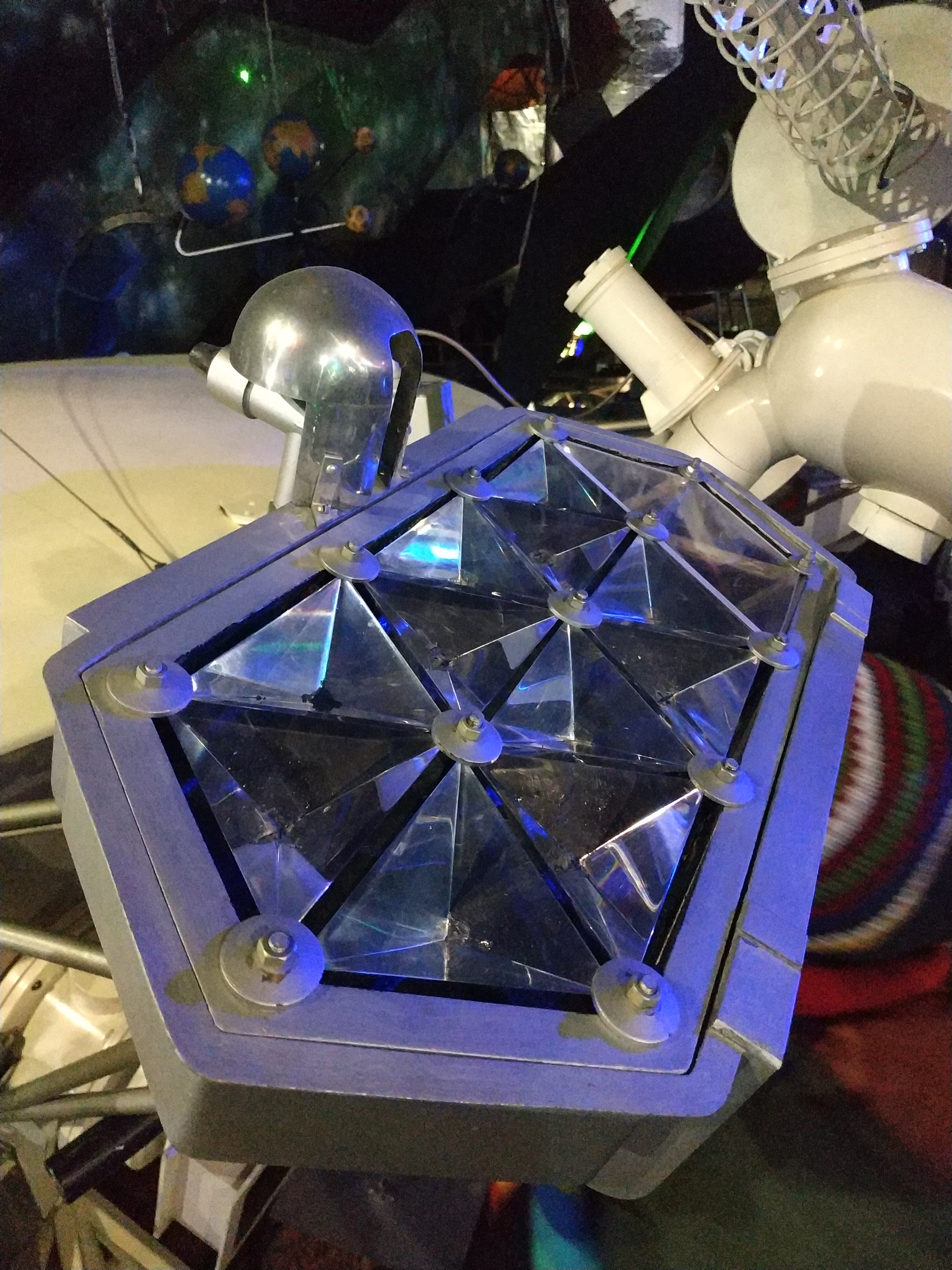

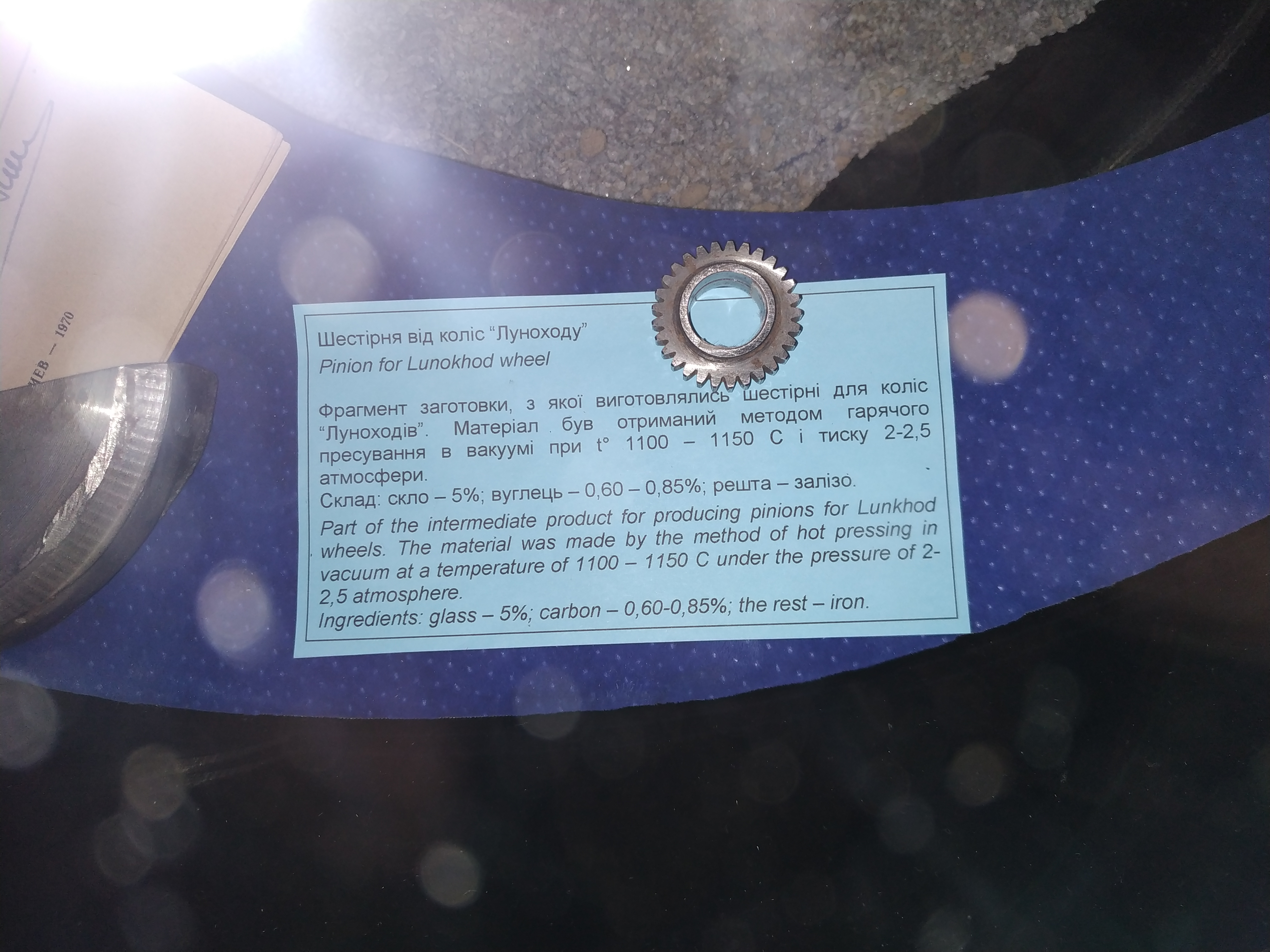

Antenna decimetrica a bassa direzionale.

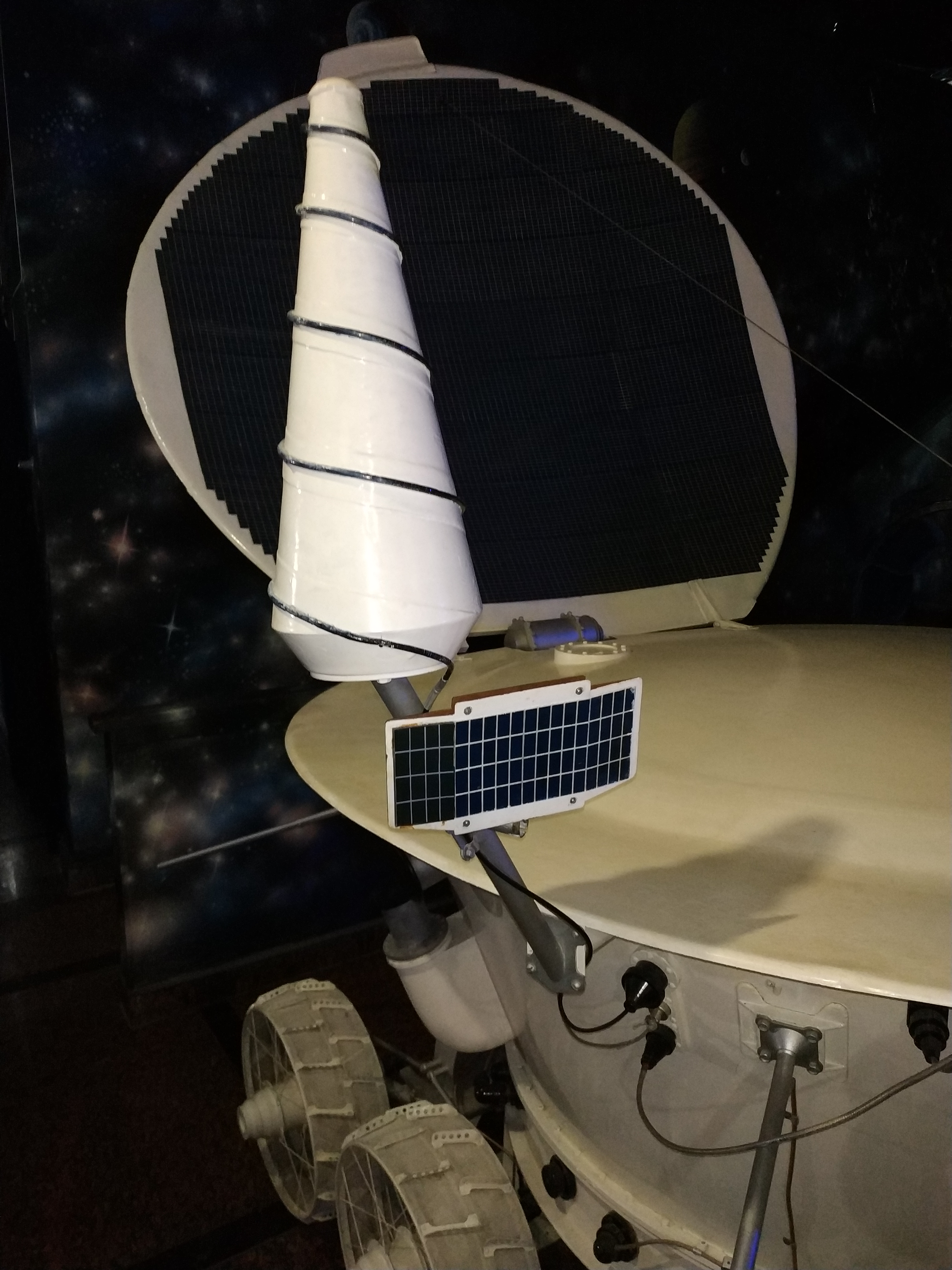

Riflettore Lunokhoda-2
Ingranaggio del Lunochod

#### Modulo mensile E
Ci sono modelli del modulo lunare E di questo programma, che è stato sviluppato nel Dnipro a Yuzhnoe.

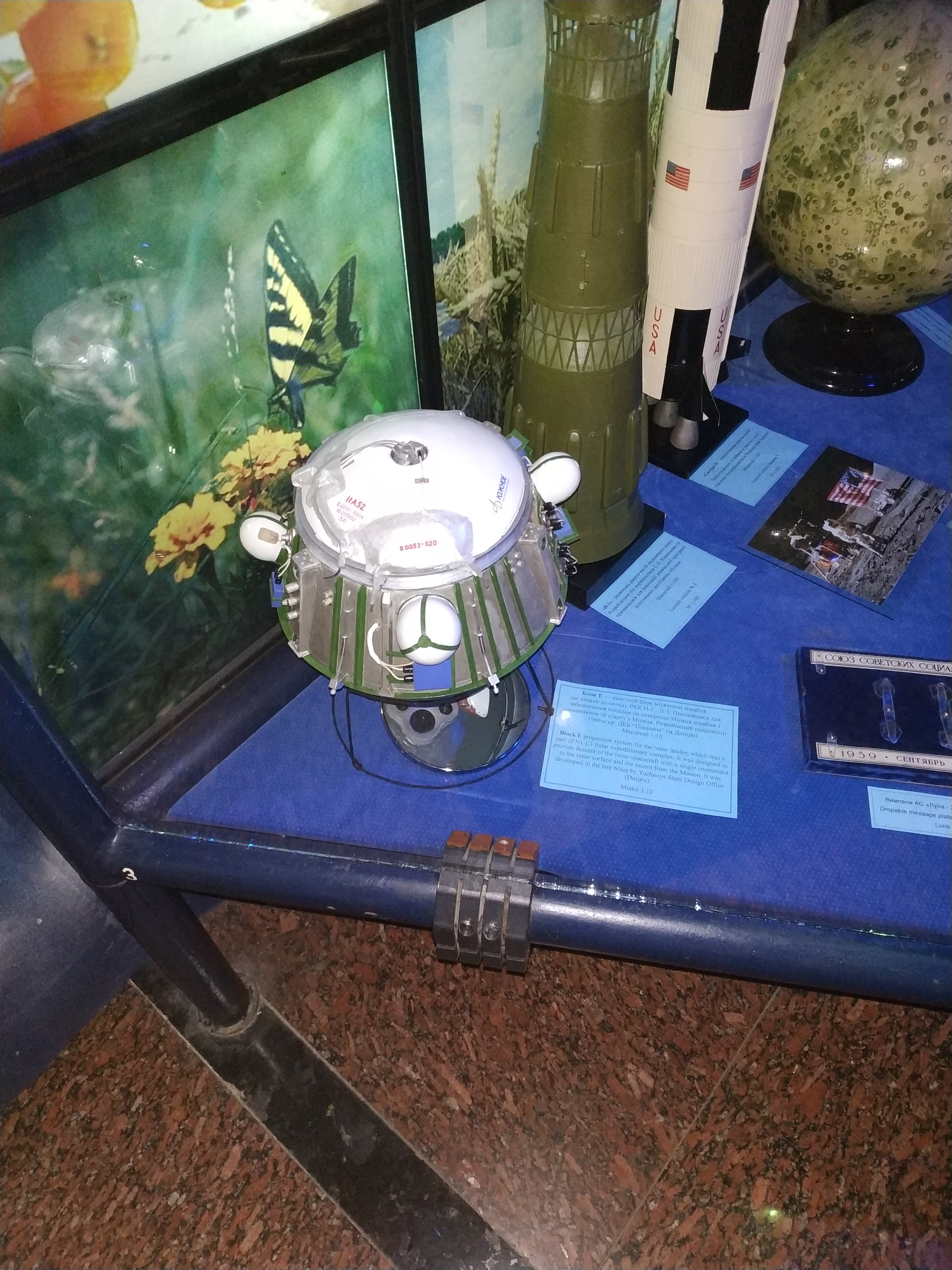
Спускаємий модуль Блок -Е

### Razzo N1
I modelli del razzo N1u sono paragonabili al Saturn V.

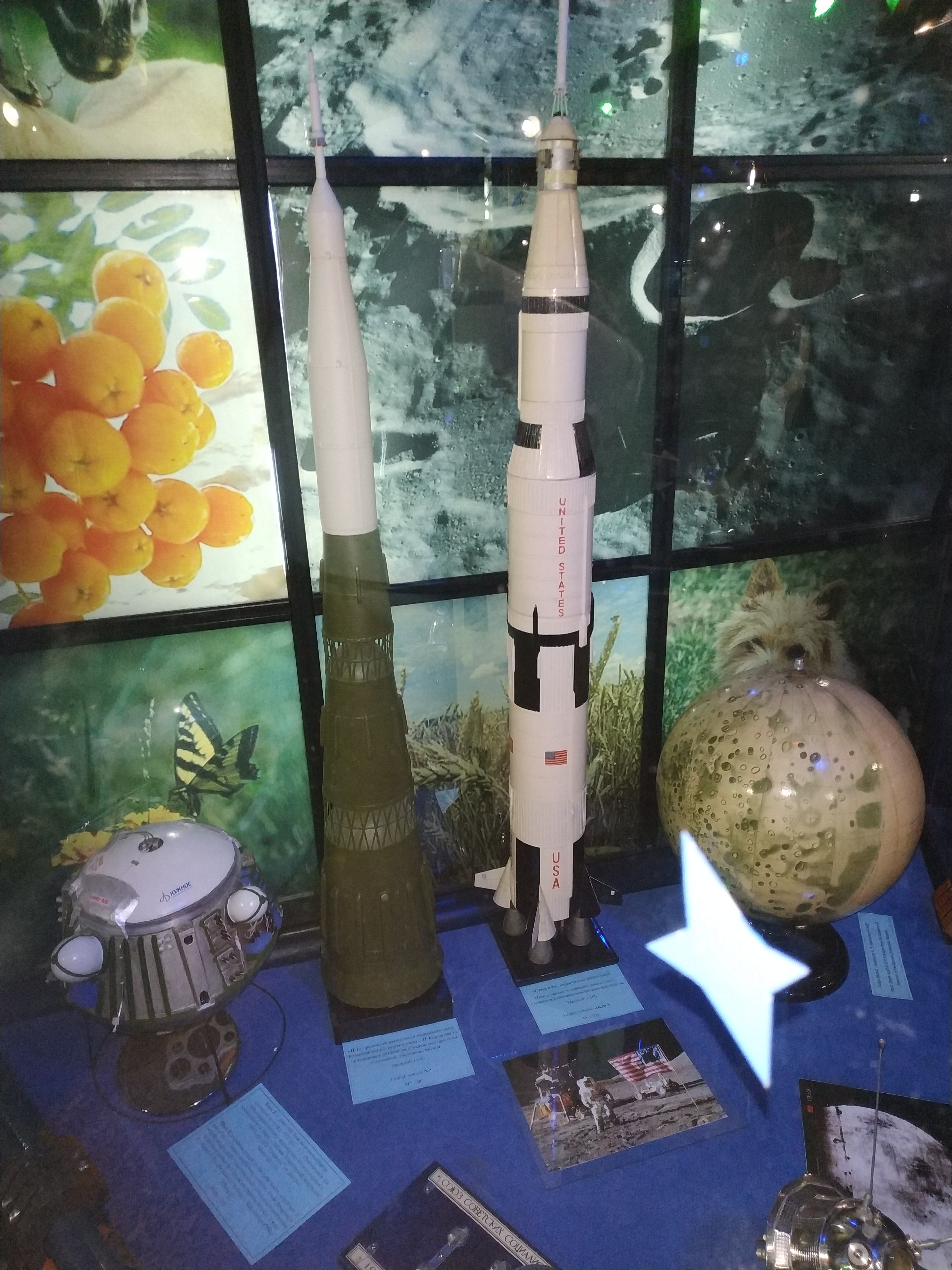

### Il registratore a nastro Malysh-B

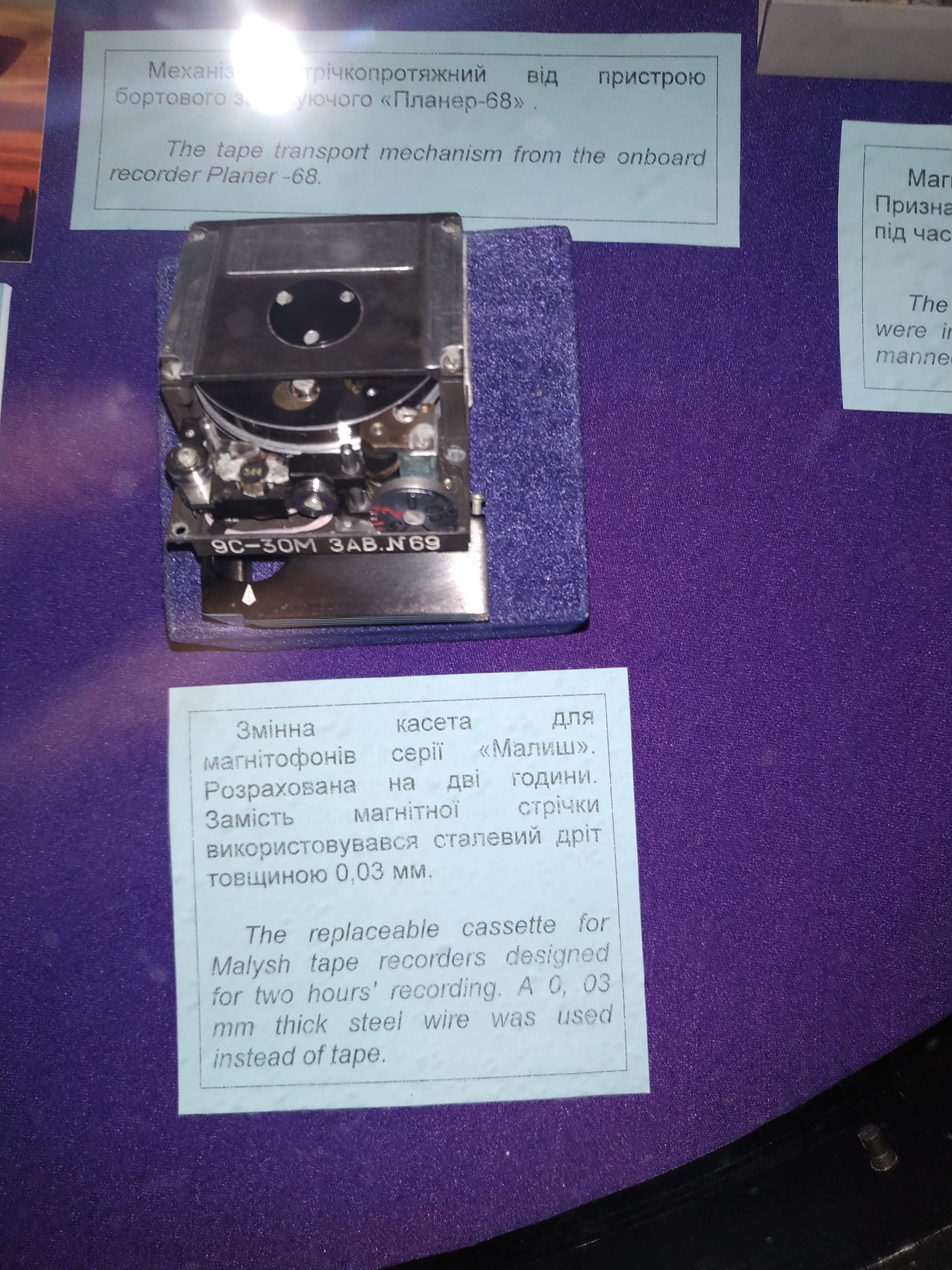

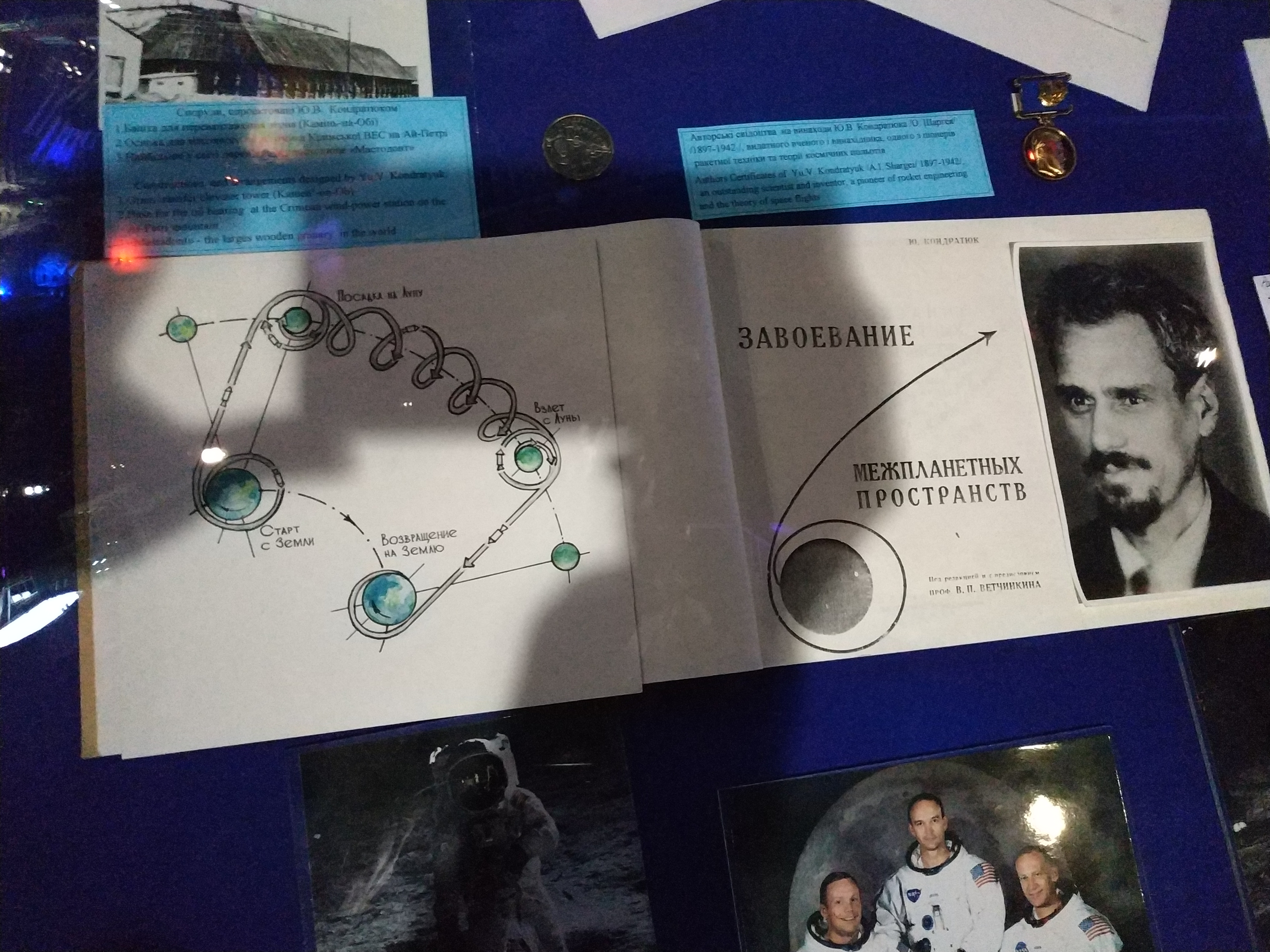

C'è un registratore a nastro Malysh-B (il progettista principale era Babich A.I.) con avvio automatico e possibilità di bloccare il controllo. Fu sviluppato per il programma mensile: una tuta spaziale krechet-94. Un tale registratore e le sue modifiche Malysh-BM furono utilizzate in seguito nei voli dell'astronauta Georgij Beregovoj.

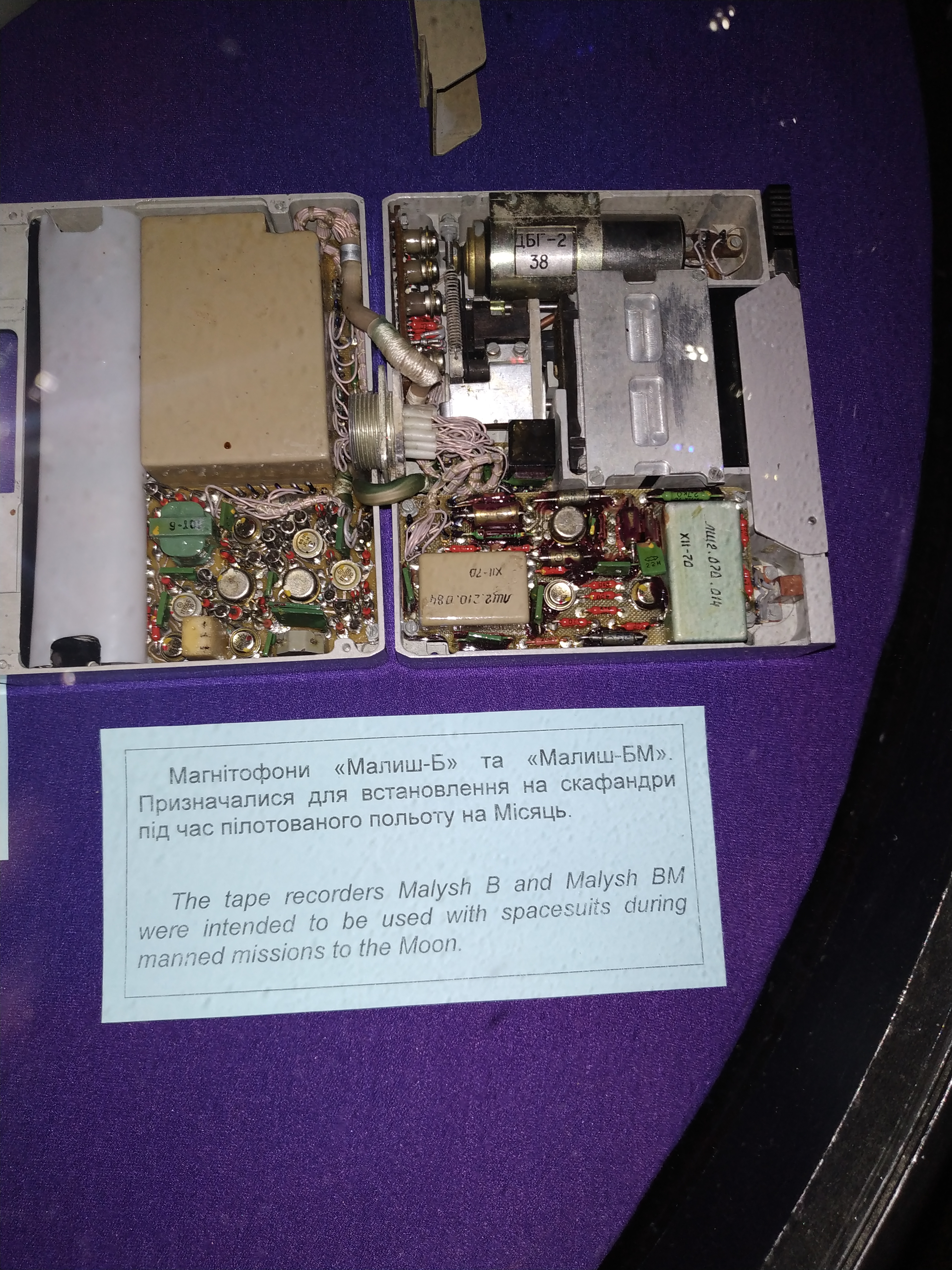

Cassetta per registratore
Schema di volo di Kondratyuk

## Studio di Venere
Venera-7

Il layout dell'apparato Venera-7, che fu la prima navicella spaziale funzionante ad atterrare su un altro pianeta il 15 dicembre 1970.

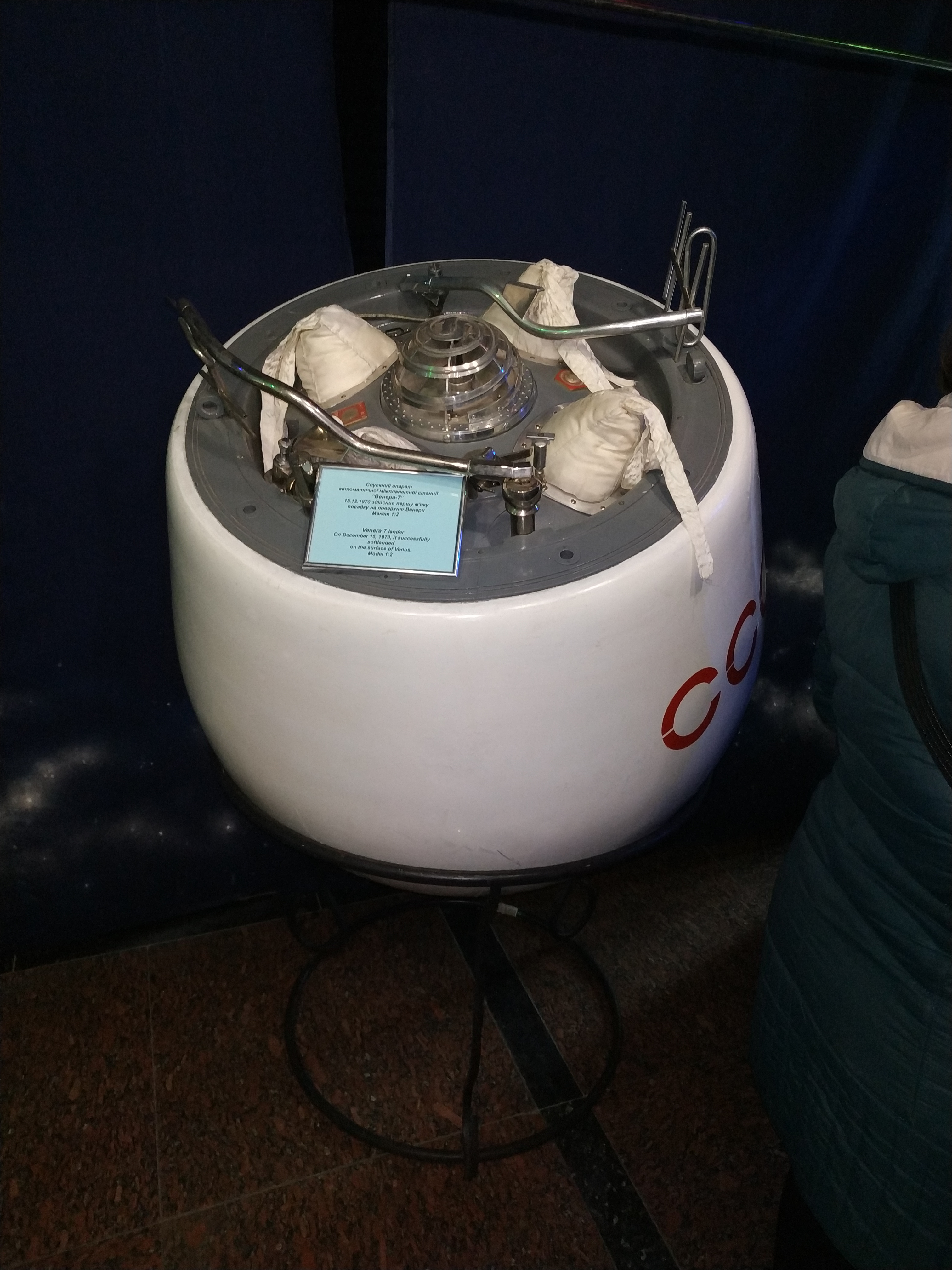

### Vega
Vi è in esposizione il dispositivo di discesa del programma Vega (Veener e Galileo), che nel 1985 fece un atterraggio morbido su Venere e trasmise il segnale per 56 minuti. Un'altra parte di questo programma era lo studio della cometa Galileo, ad una velocità di piegatura di 70 km al secondo.

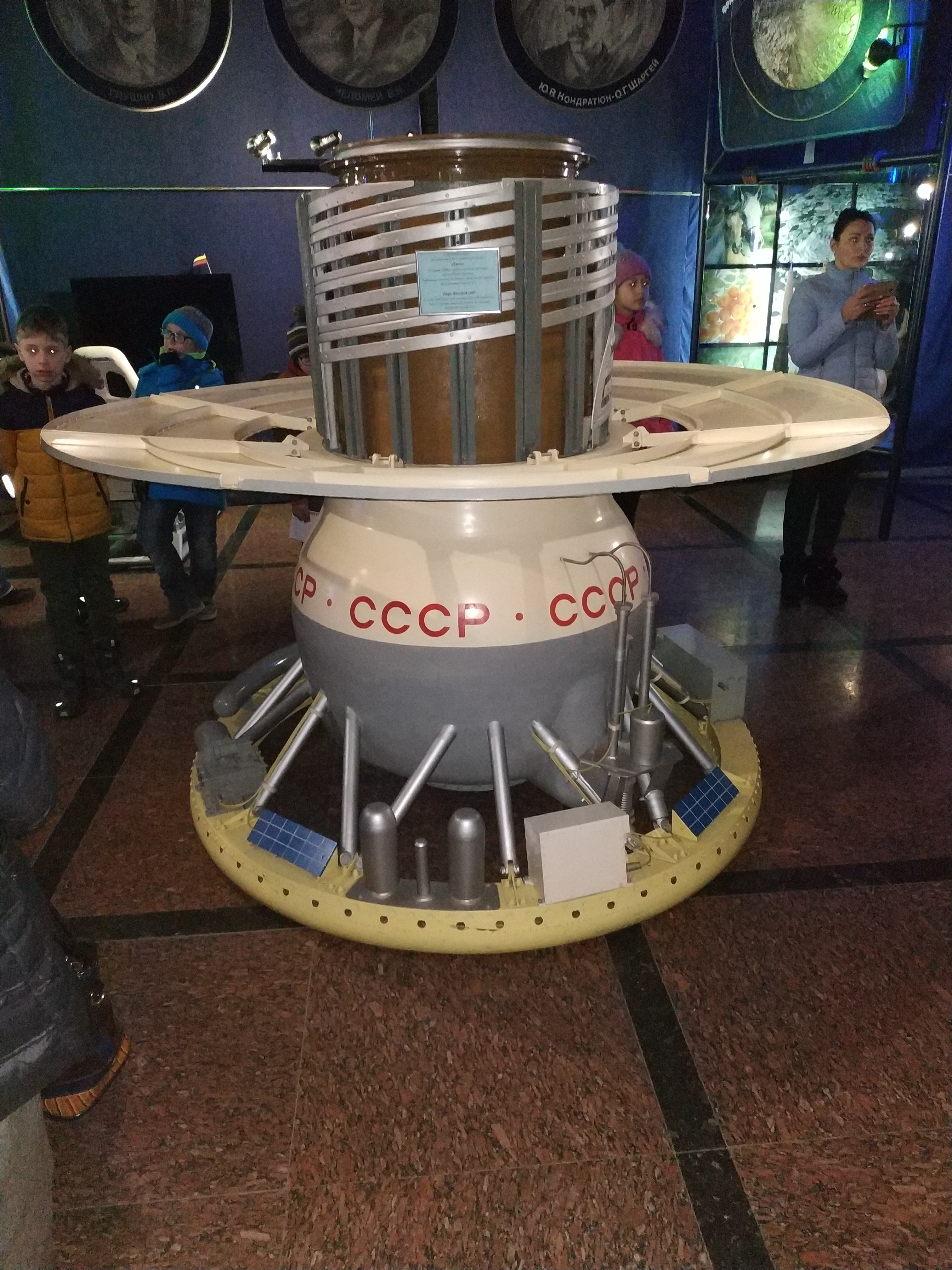

## Studio di Marte

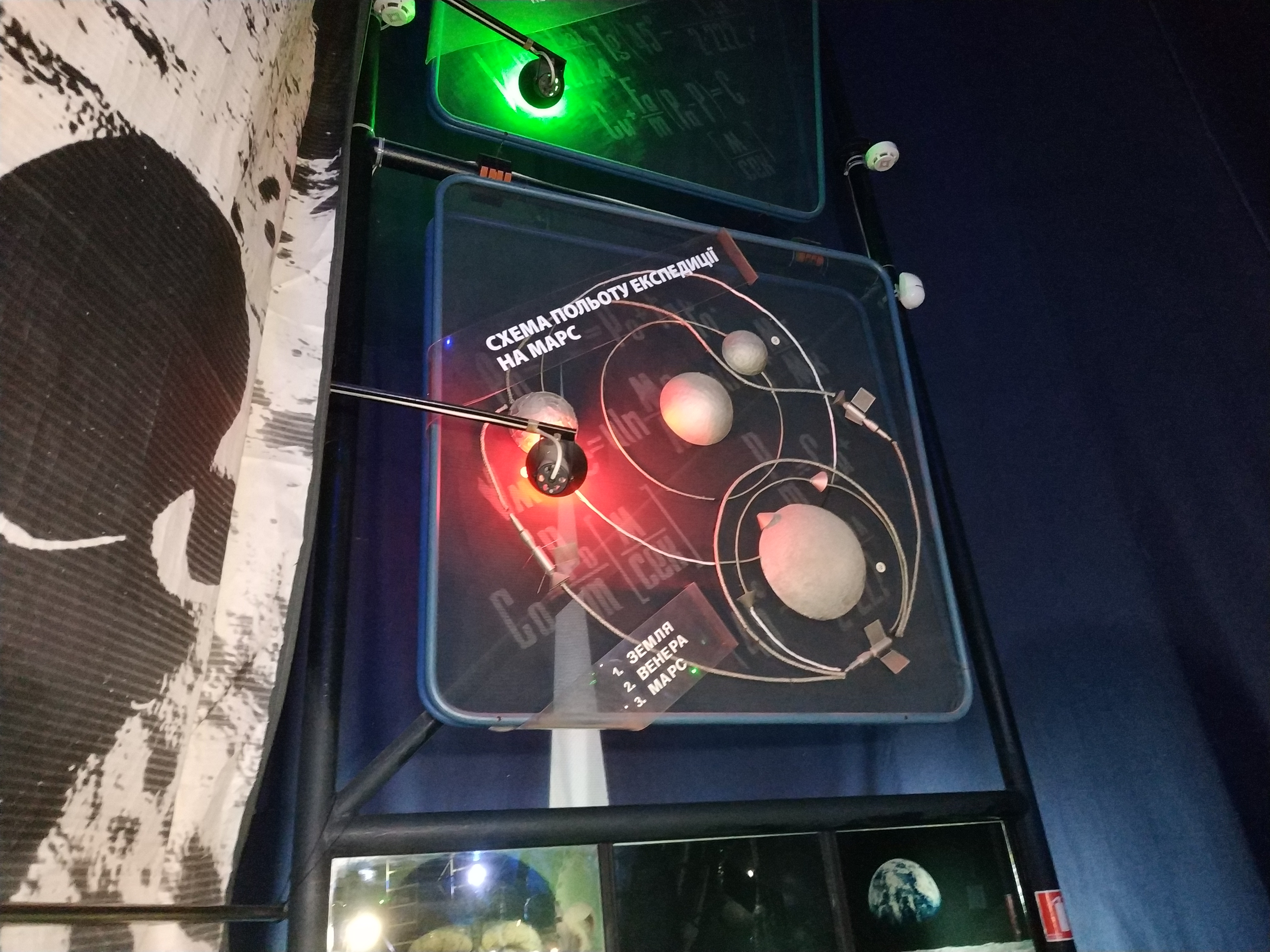

Traiettoria di volo per Phobos nel 1988. Programma Phobos.

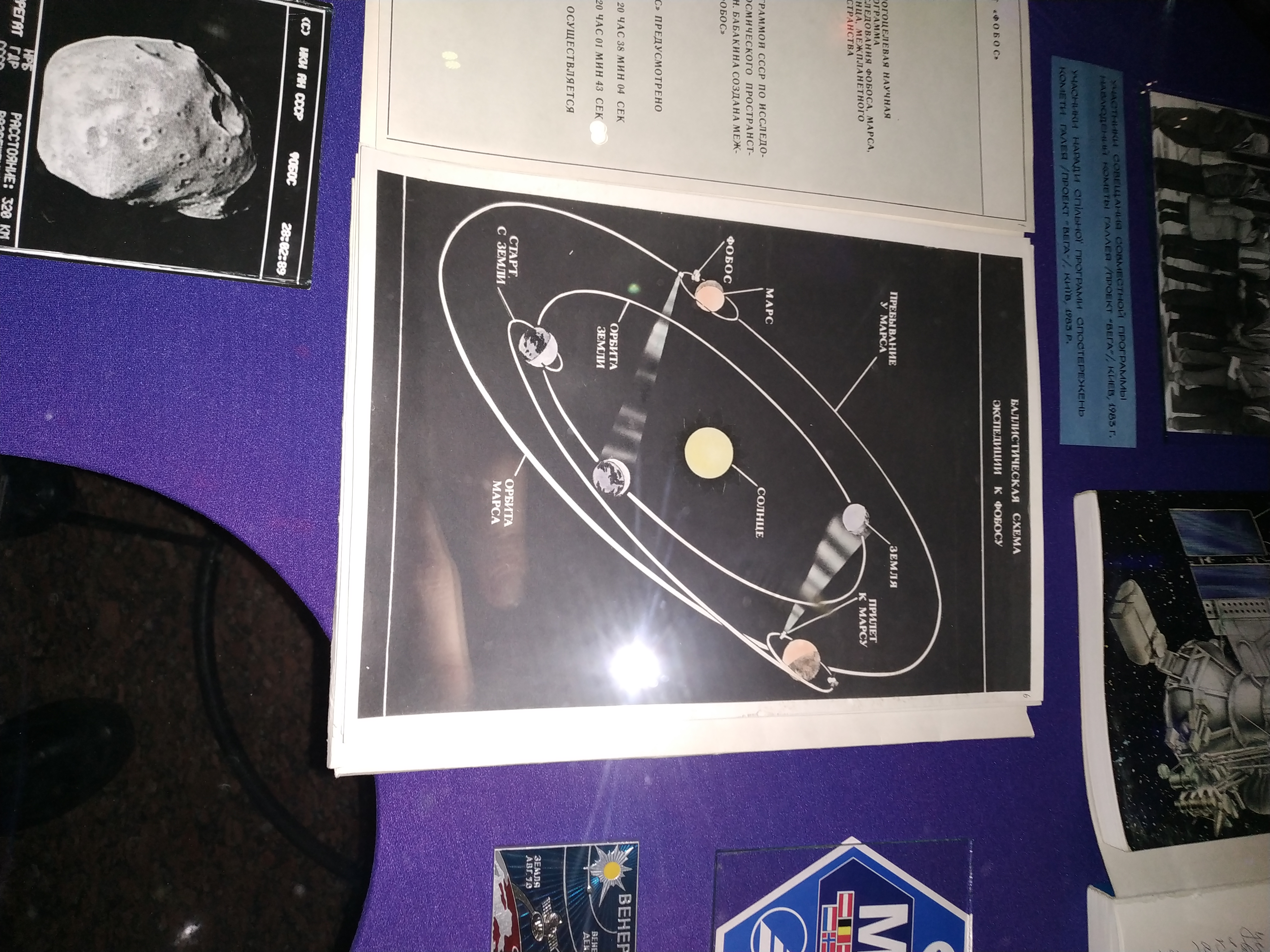

Traiettoria del volo su Marte

## Programma Vostok
Il primo volo umano nello spazio
Modello del dispositivo di discesa Vostok-1 (il primo con un uomo a bordo).

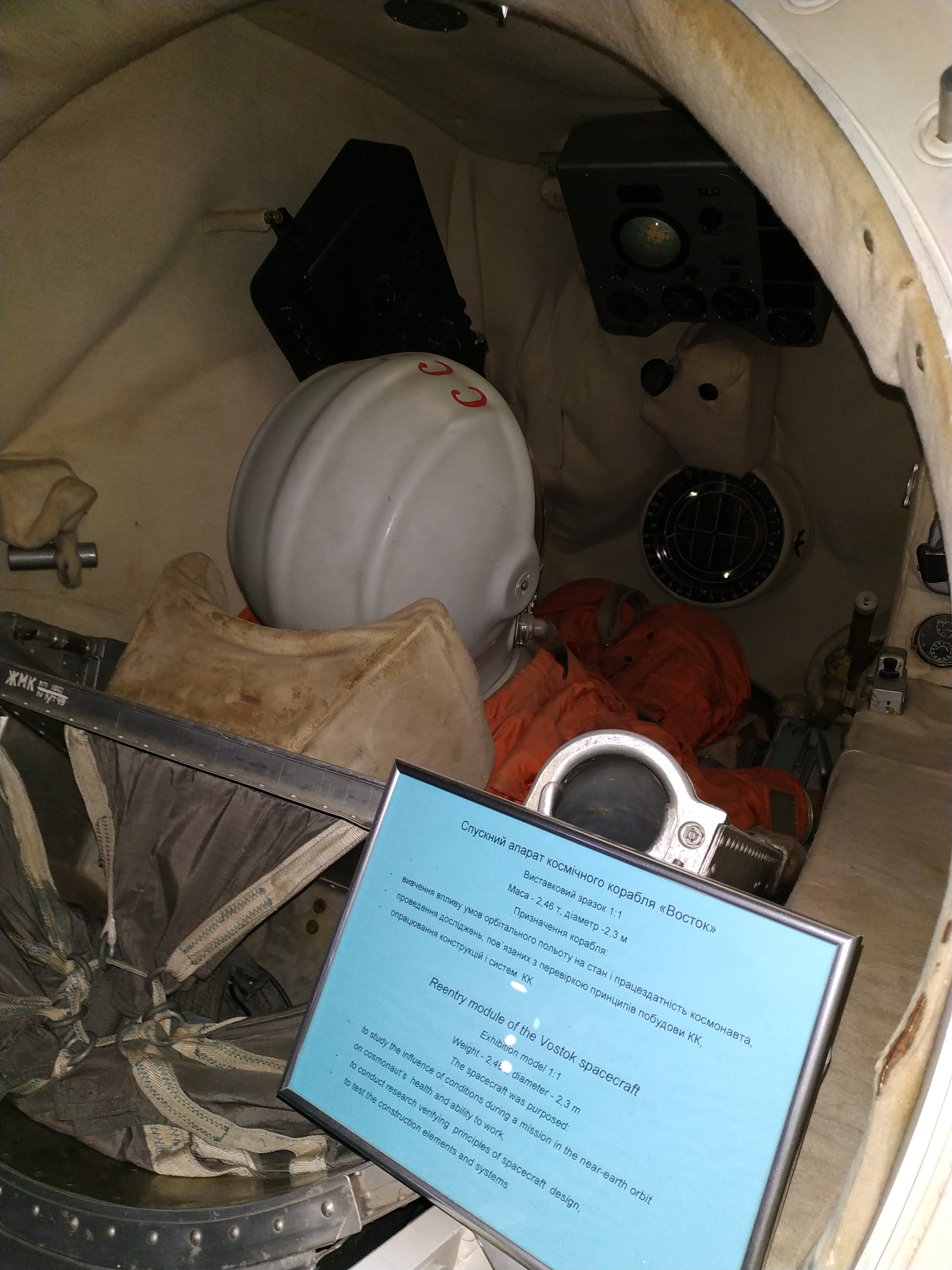

Vista dell'oblò con un livello di pigrizia

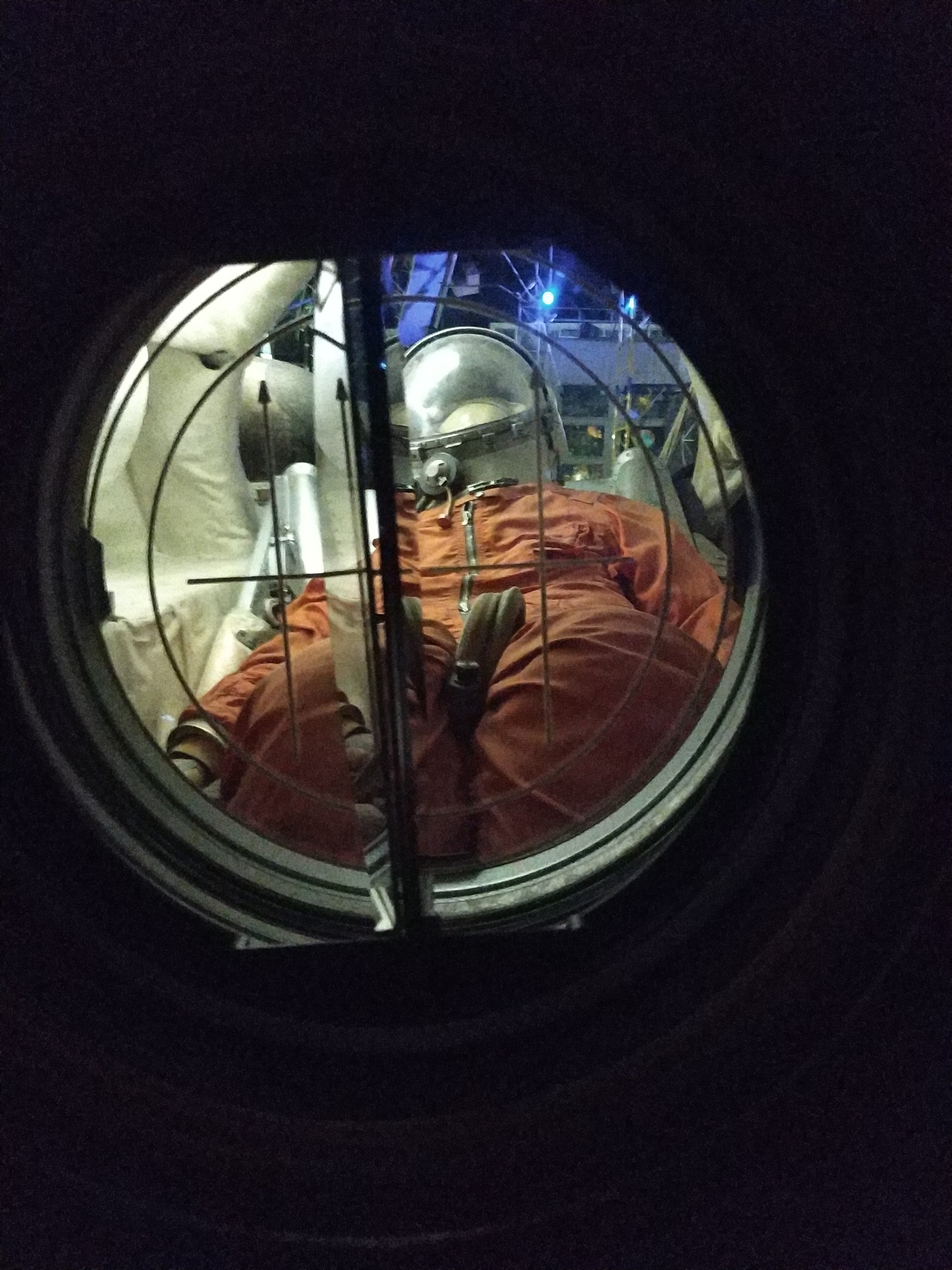

## Programma spaziale
Motore del primo stadio RD-214 (razzo R12 e Missile Spaziale)

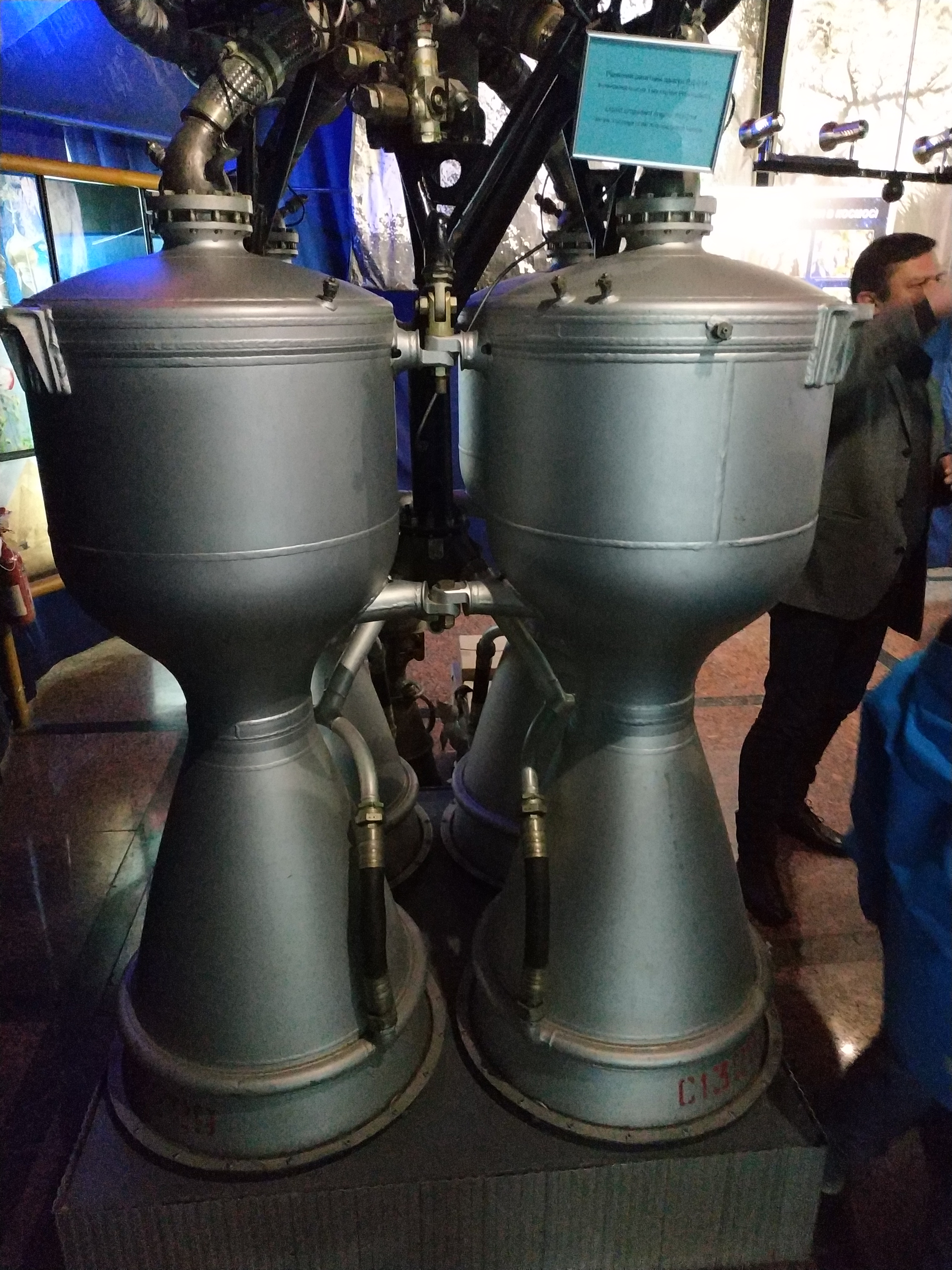

Motore del secondo stadio RD-119 (Spazio-2) in scala 1:10

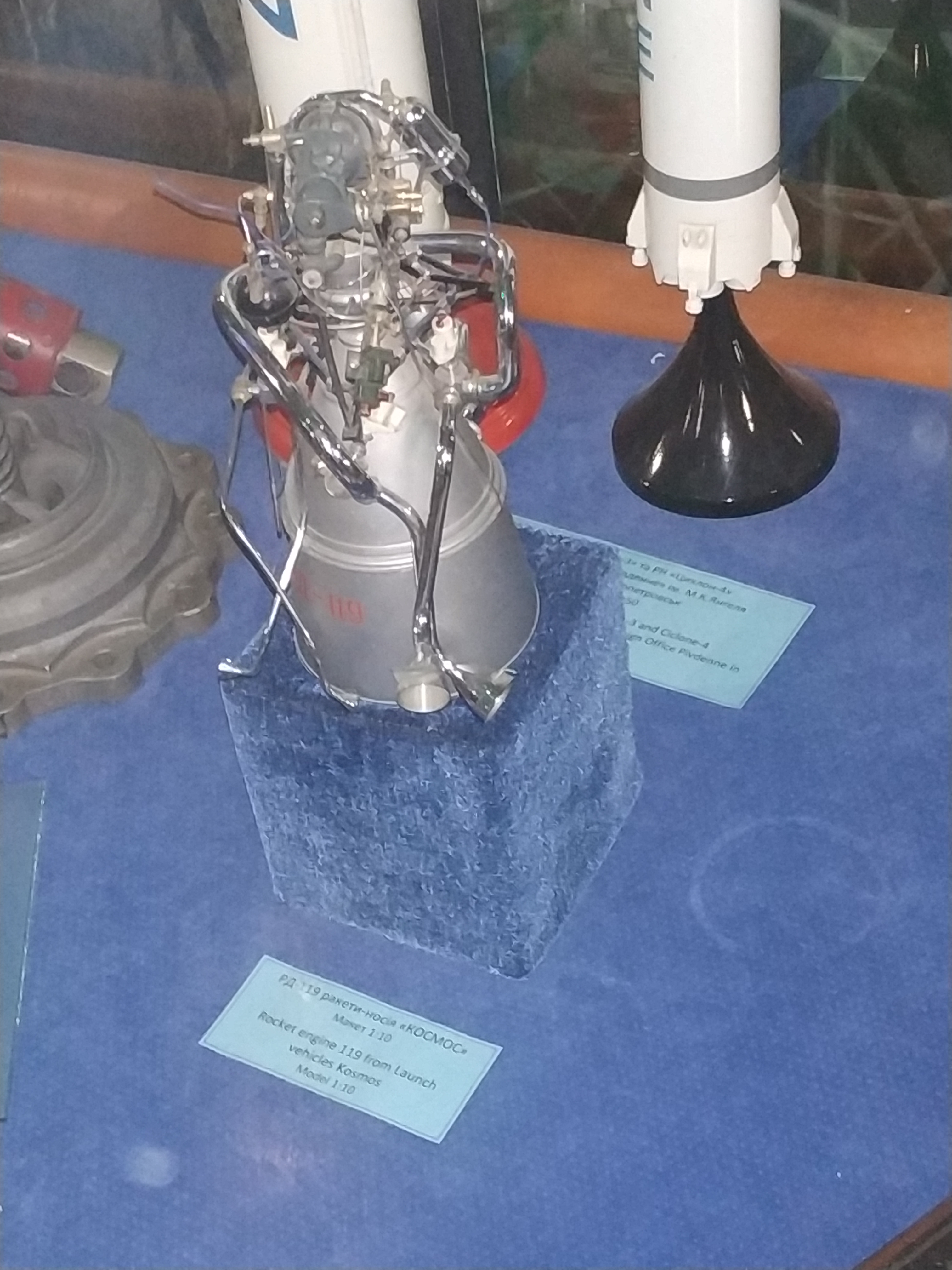

### Modulo di discesa Soyuz-27 (autentico)

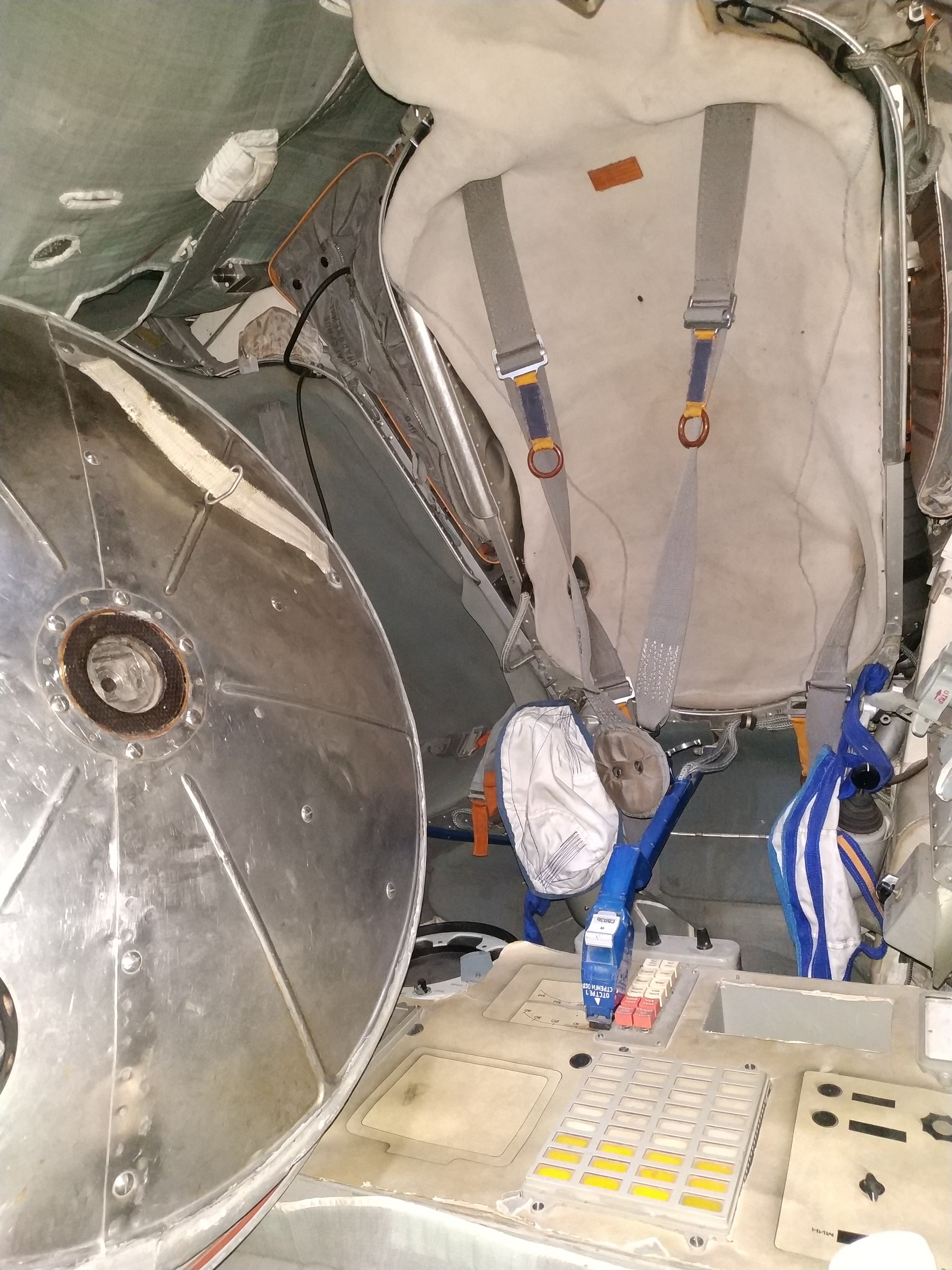

### Poltroncina dal modulo discendente Soyuz-27

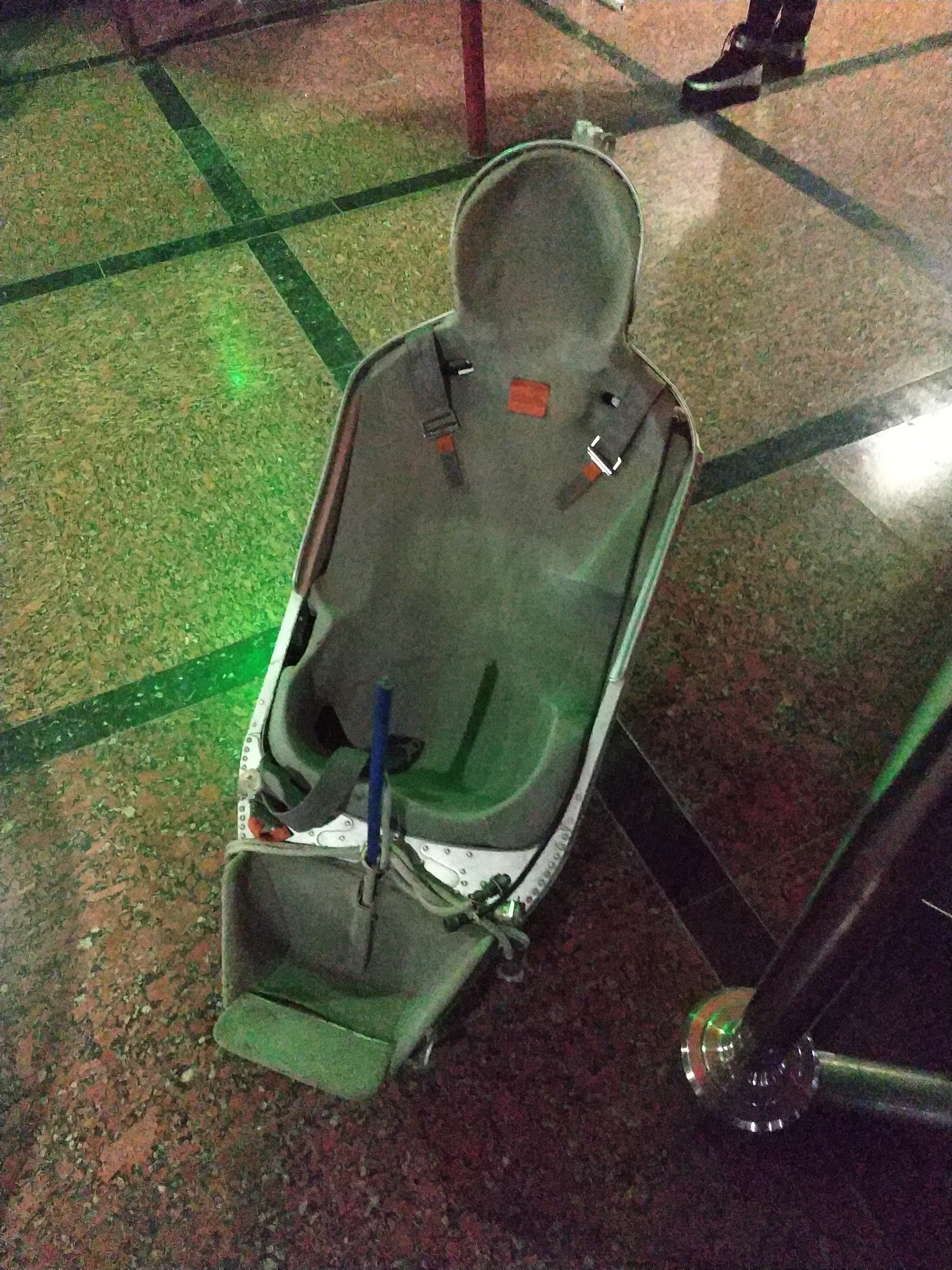

### Modello della nave Soyuz-27

### La chiave di lancio della Soyuz-27

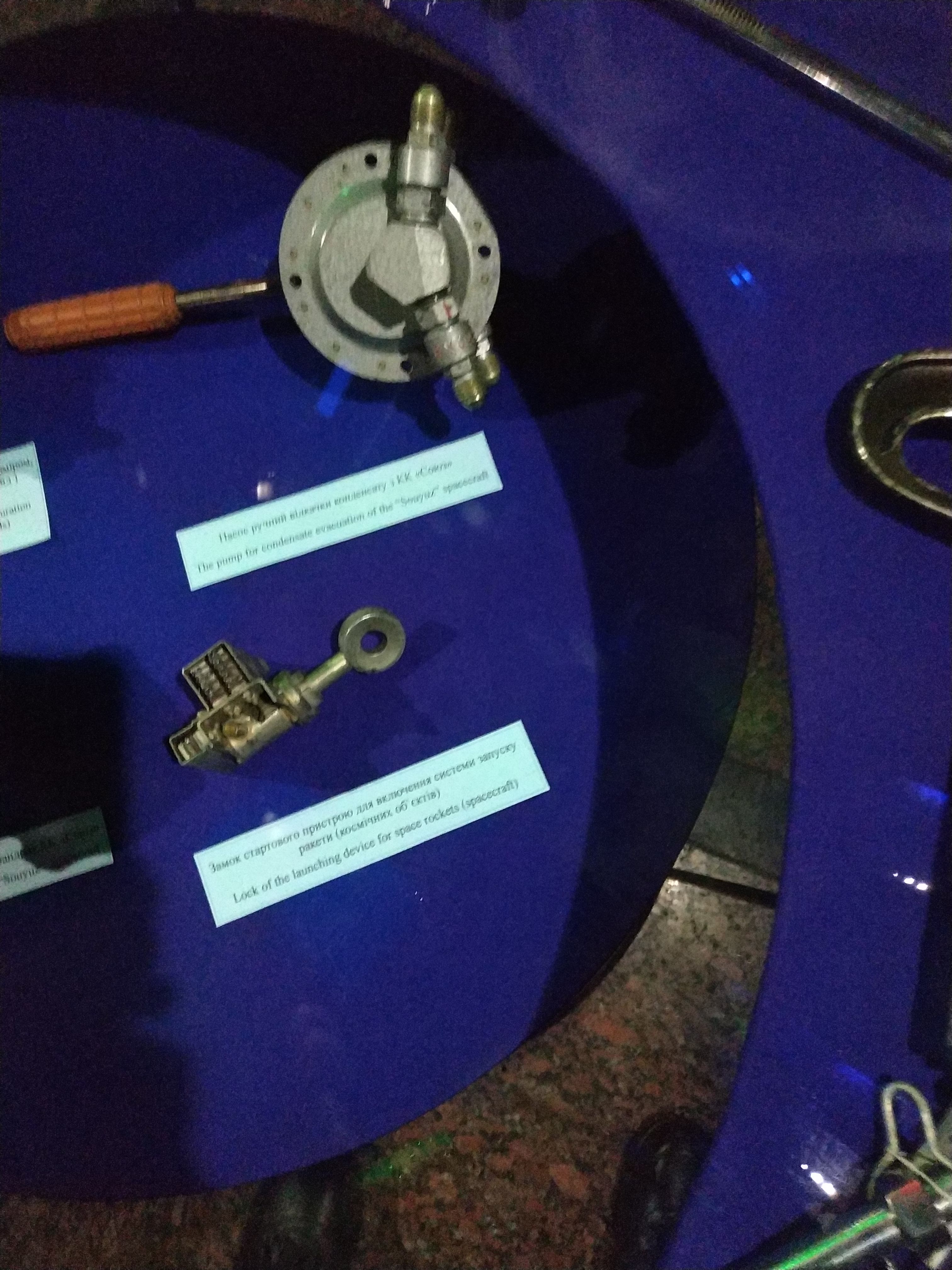

### Dittafono individuale Soyuz-7 della cosmonauta Dzhanibekova

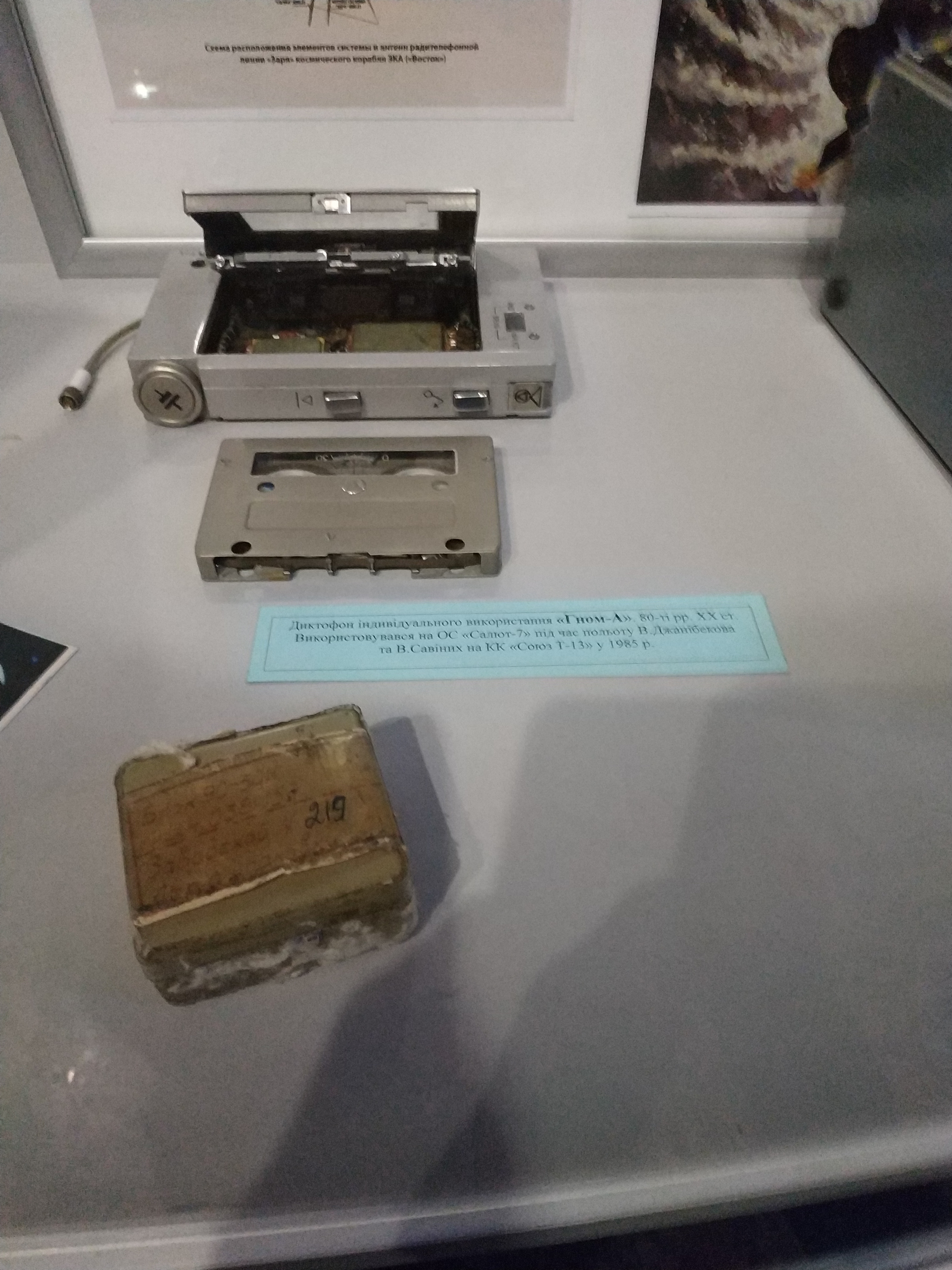

## Sistemi di comunicazione Zarya
Una delle modifiche alla connessione di Zarya.

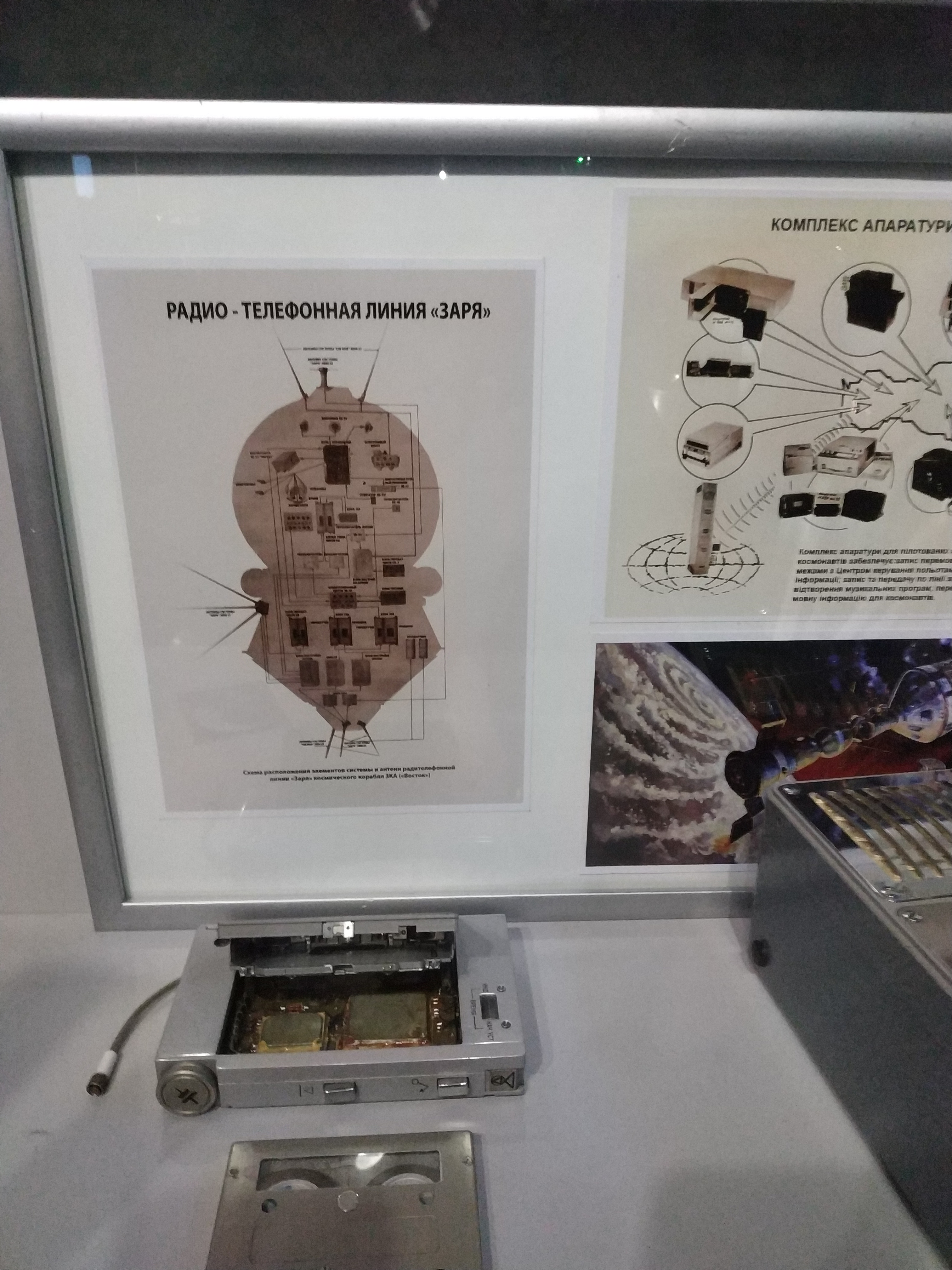

### Registratore Zvezda-64
Il primo dispositivo di registrazione spaziale in grado di sopprimere il rumore di un veicolo spaziale.

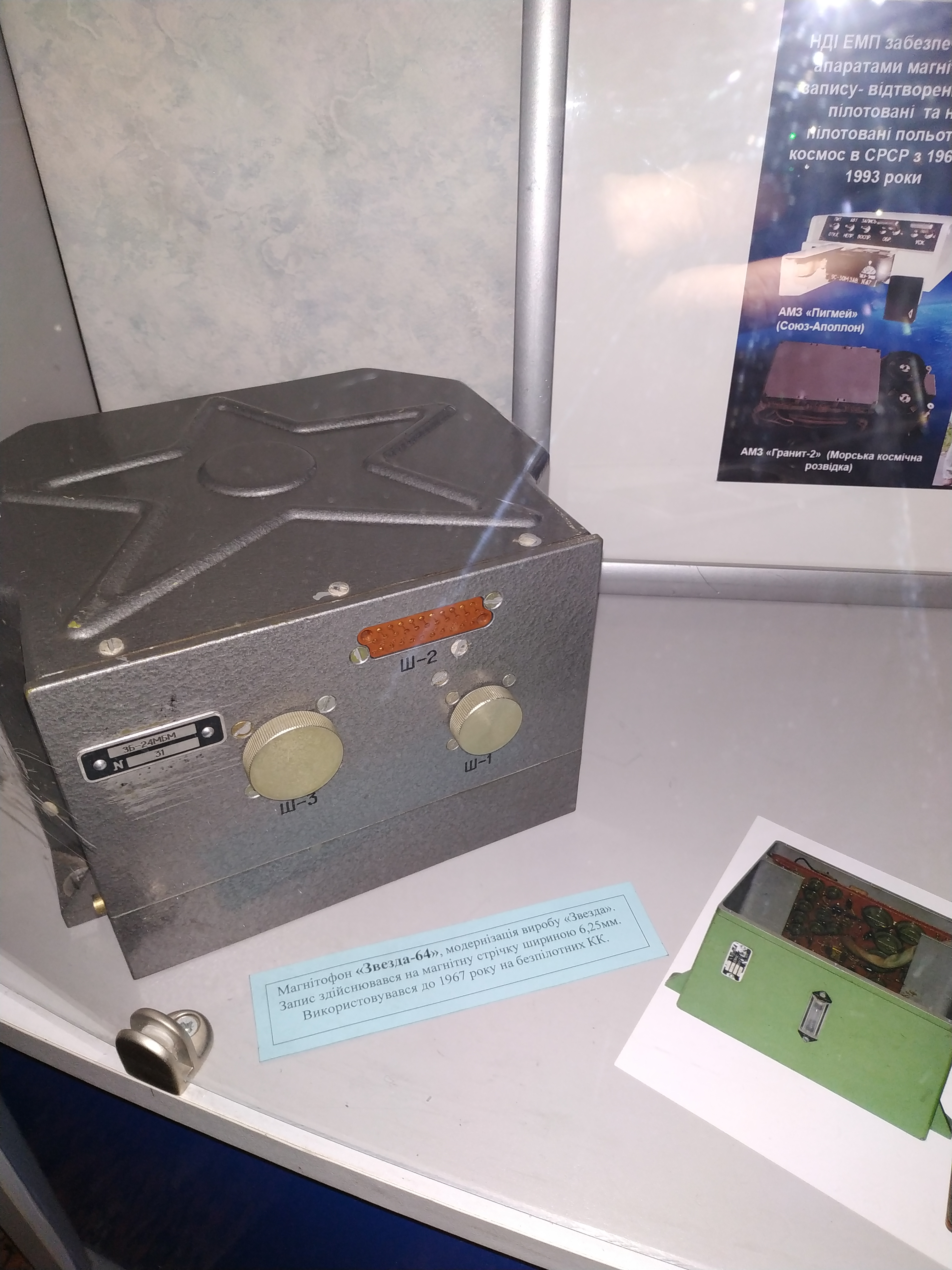

### (programma Soyuz-Apollo)

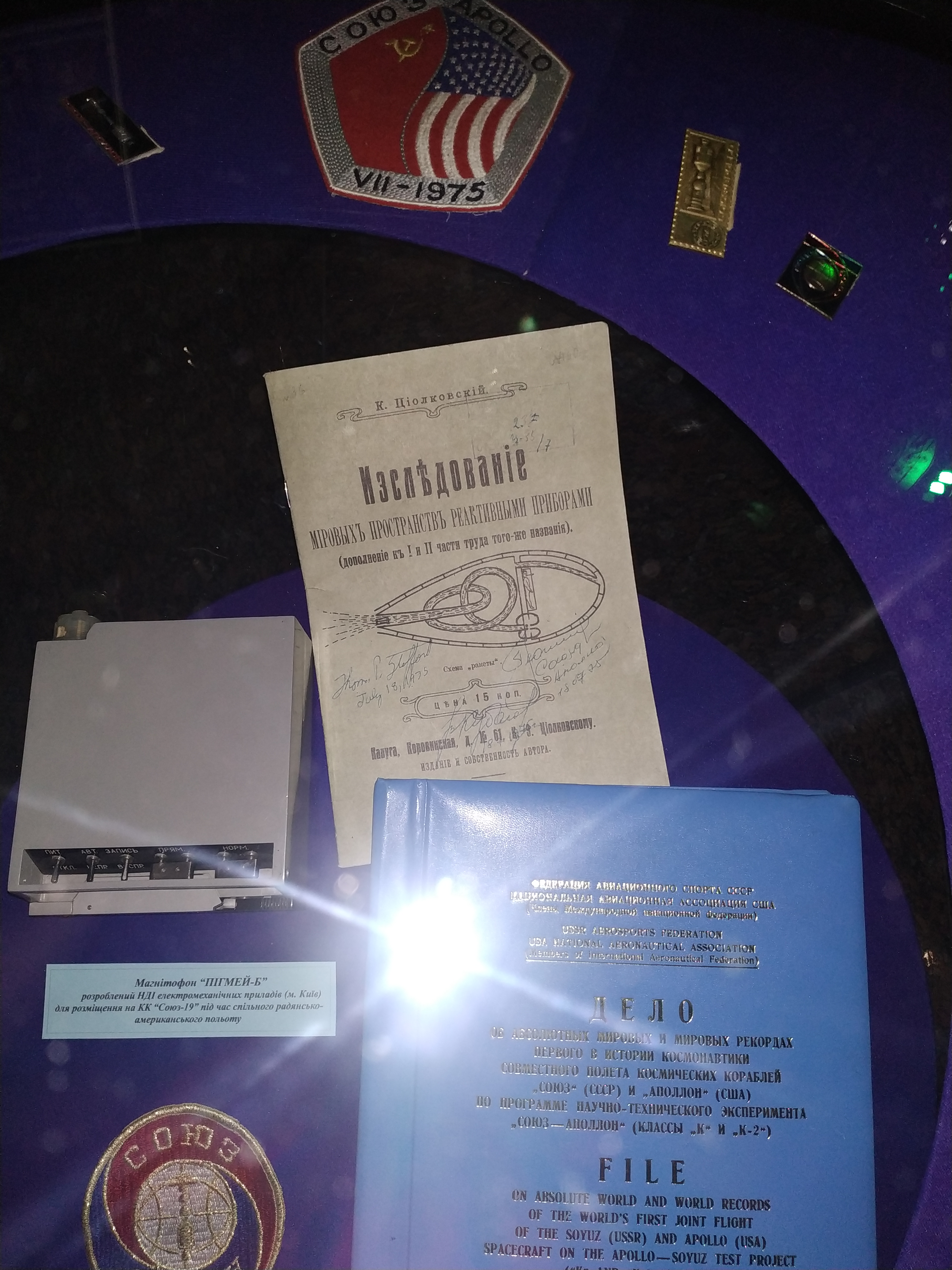

### Per il lavoro sul satellite "Strela-1m". Registrazione di 12 messaggi telegrafici (lunghezza 10,5-12,5 s)

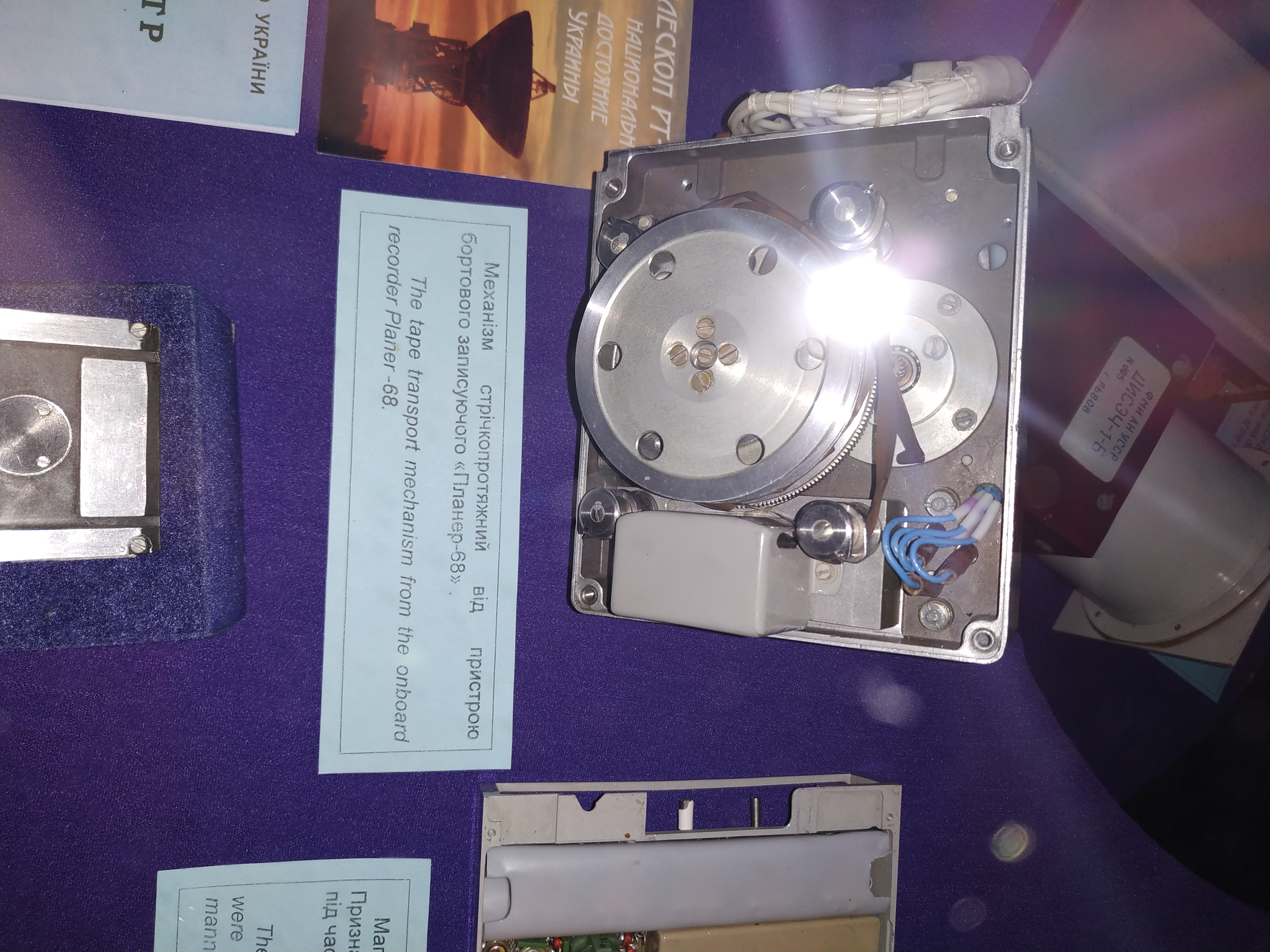

### Registratore Tyulpan-M

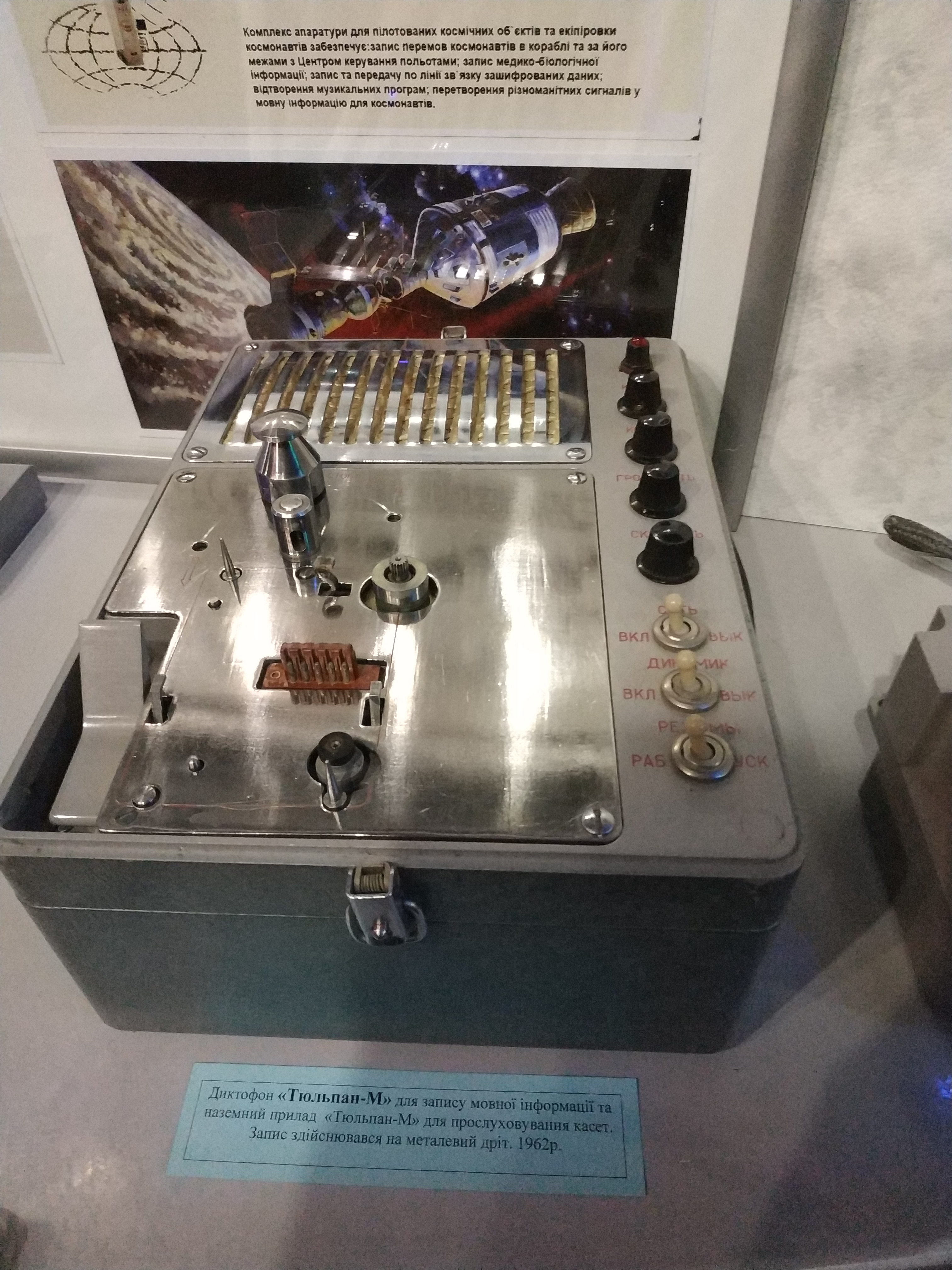

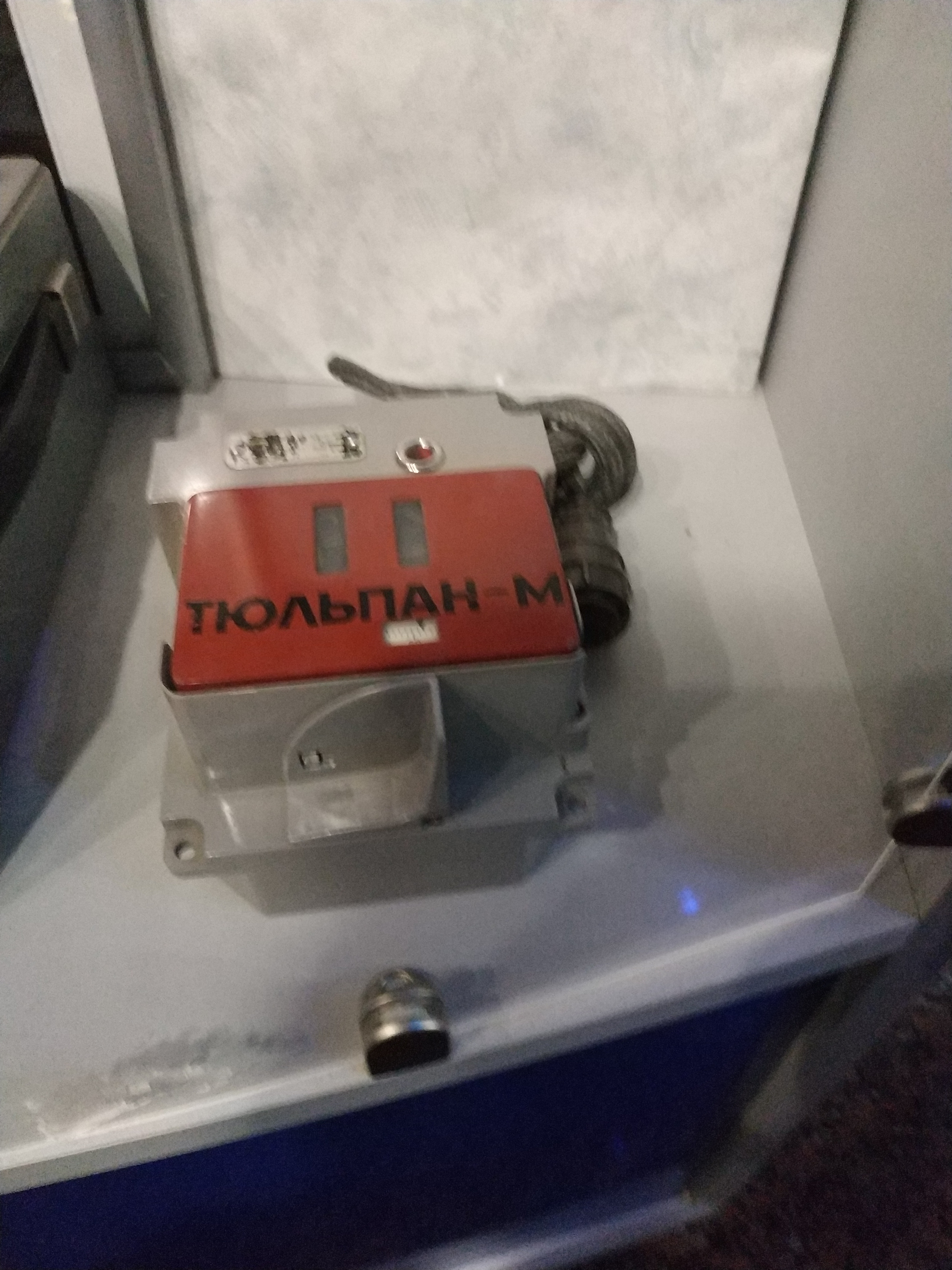

## Il cibo degli astronauti

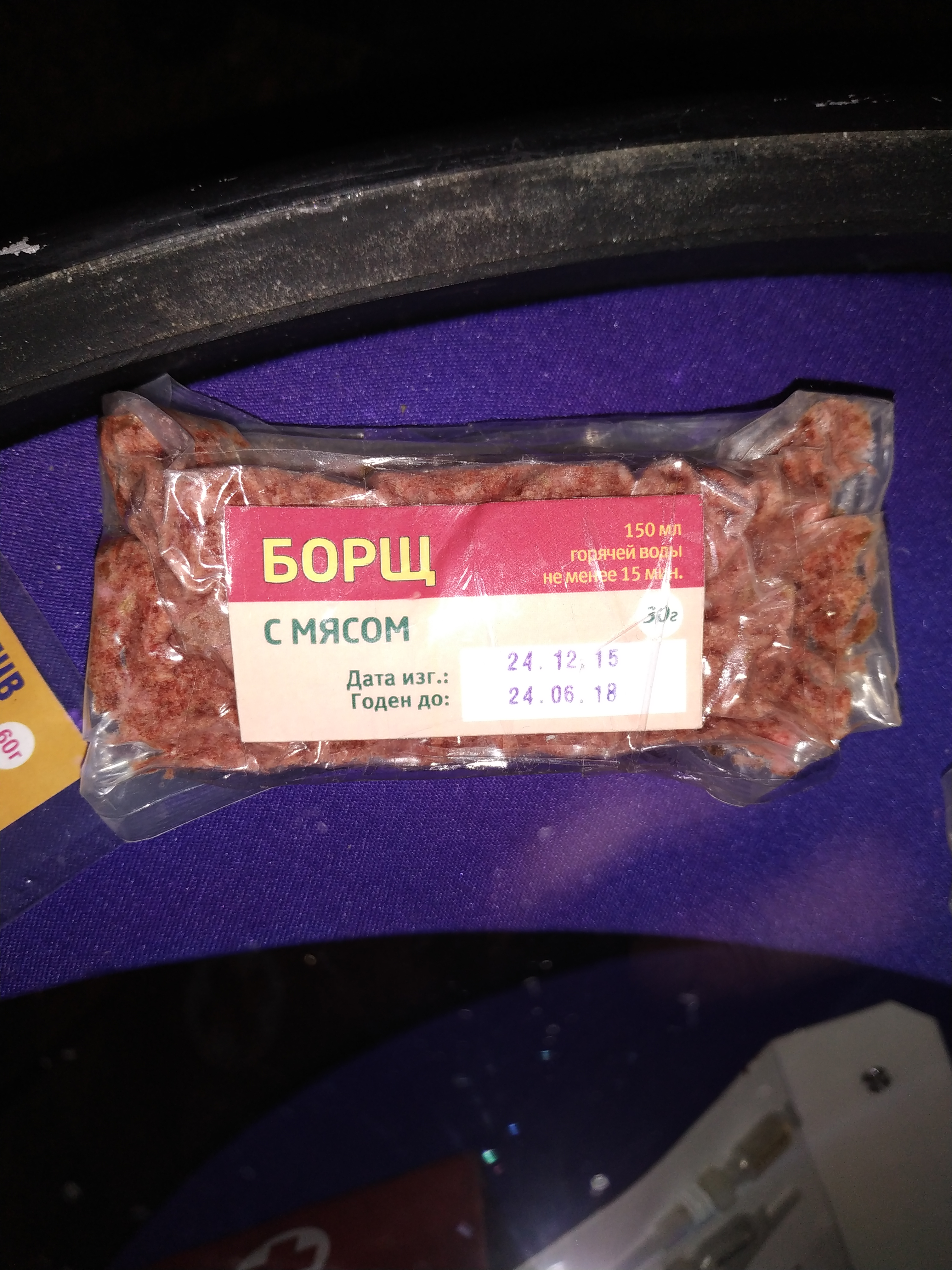
Borsch
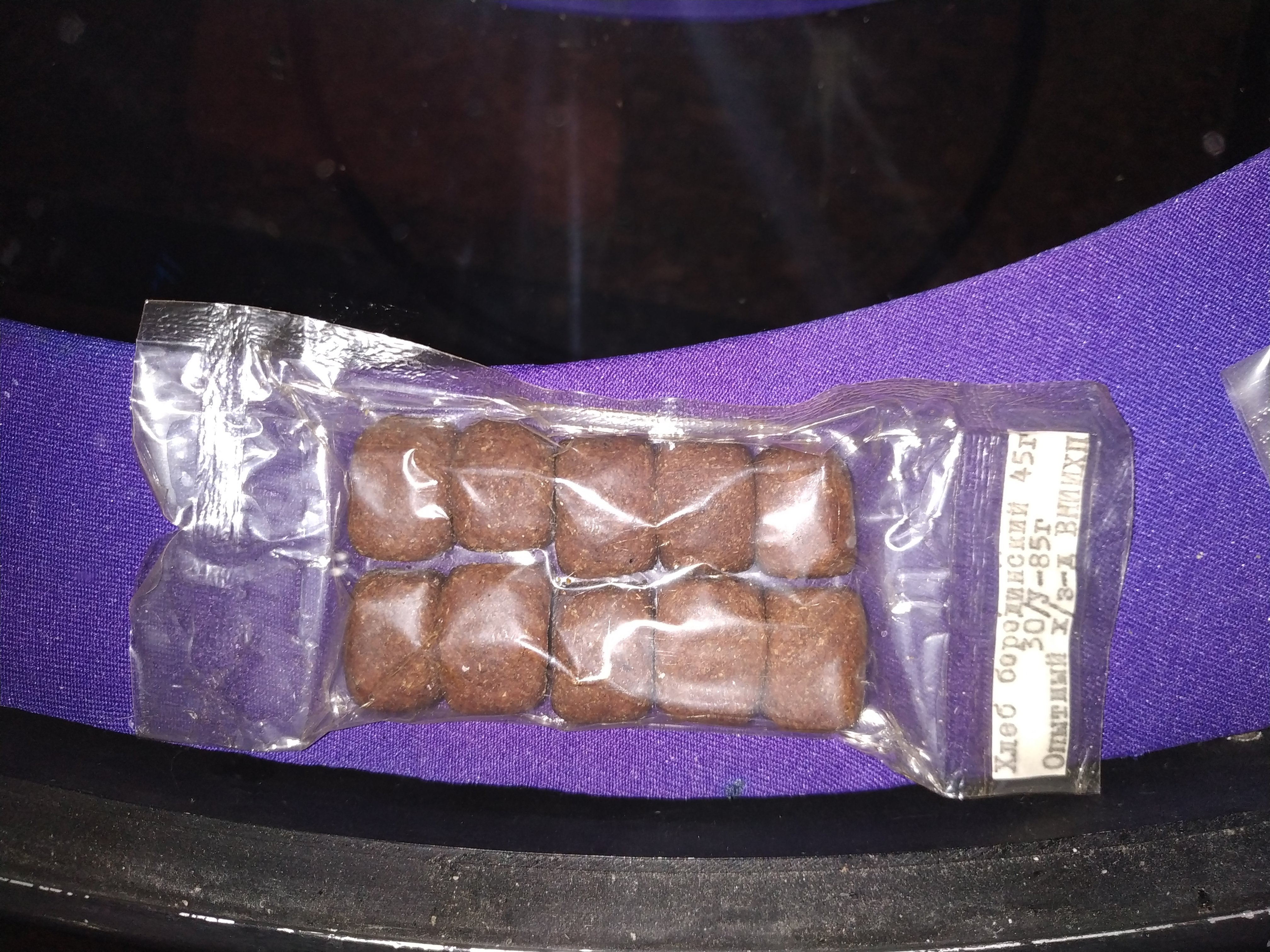
Pane Borodinskij
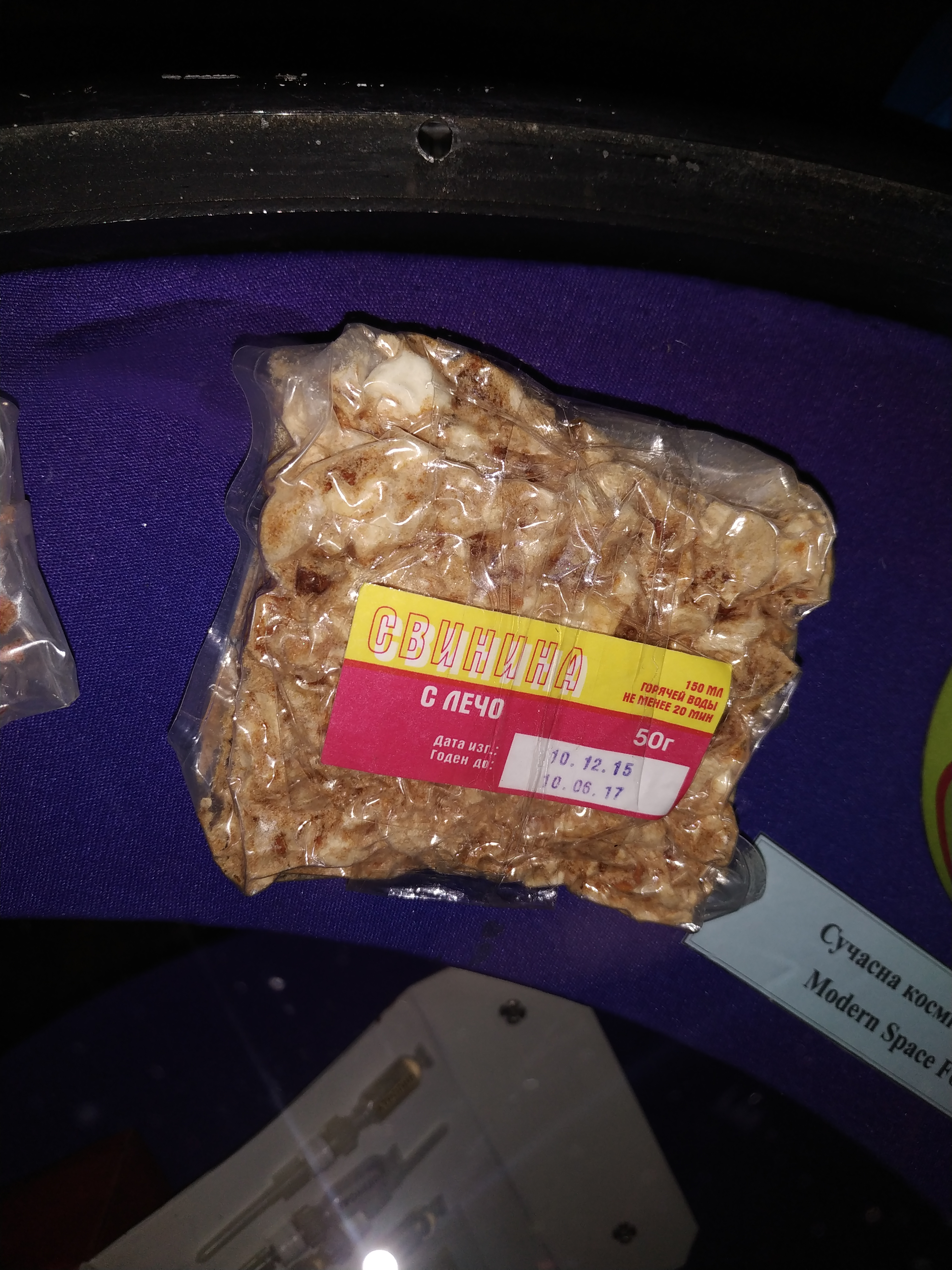
Maiale con lecho
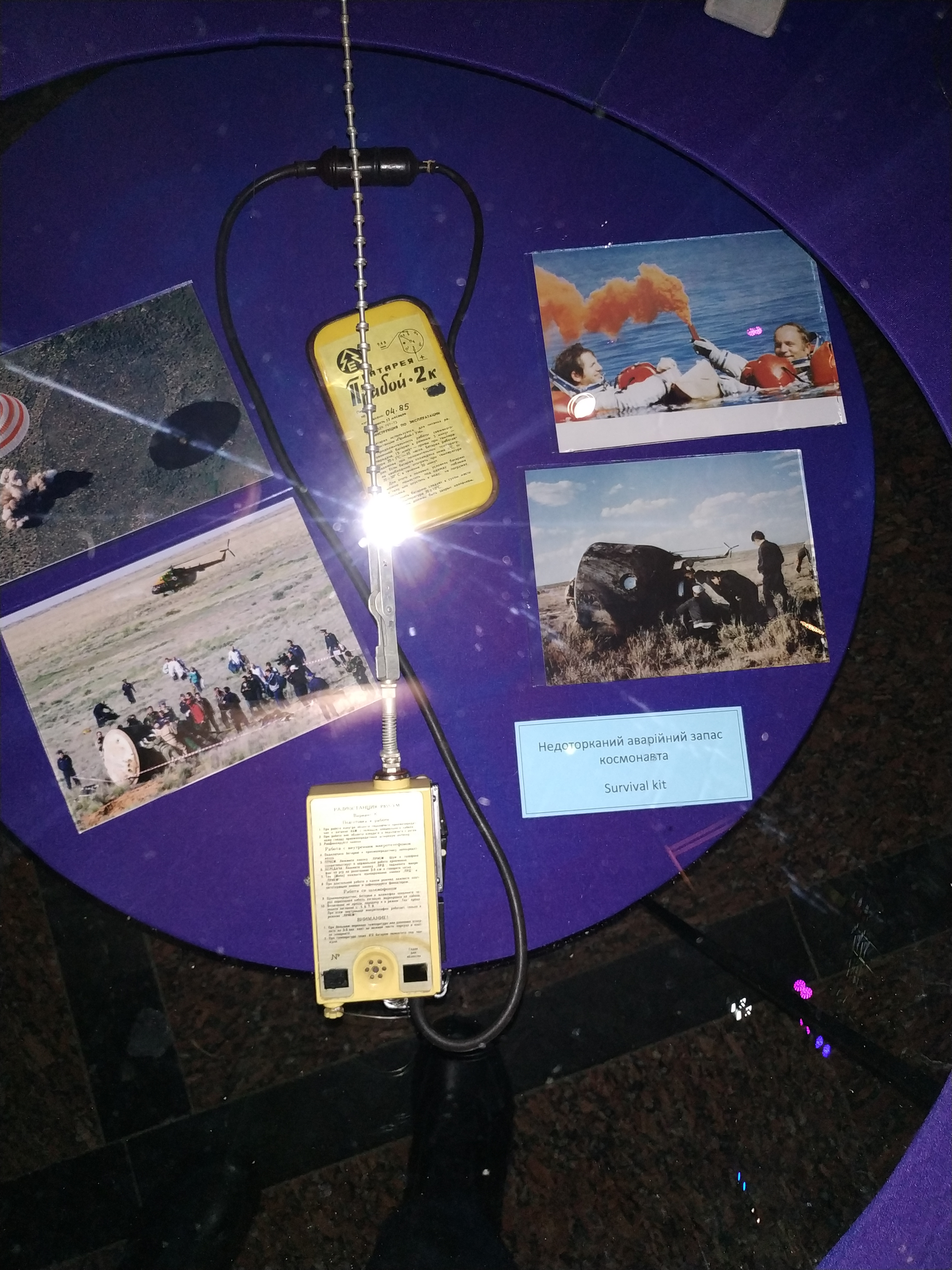
Stock di emergenza di un cosmonauta

## Centralina automatica P-12
C'è un'unità di controllo del razzo R-12. Era uno dei missili più massicci nel territorio dell'Unione Sovietica e la comparsa di questi missili a Cuba ha causato la crisi dei Caraibi. È stato il primo razzo sviluppato nel Dnepr.

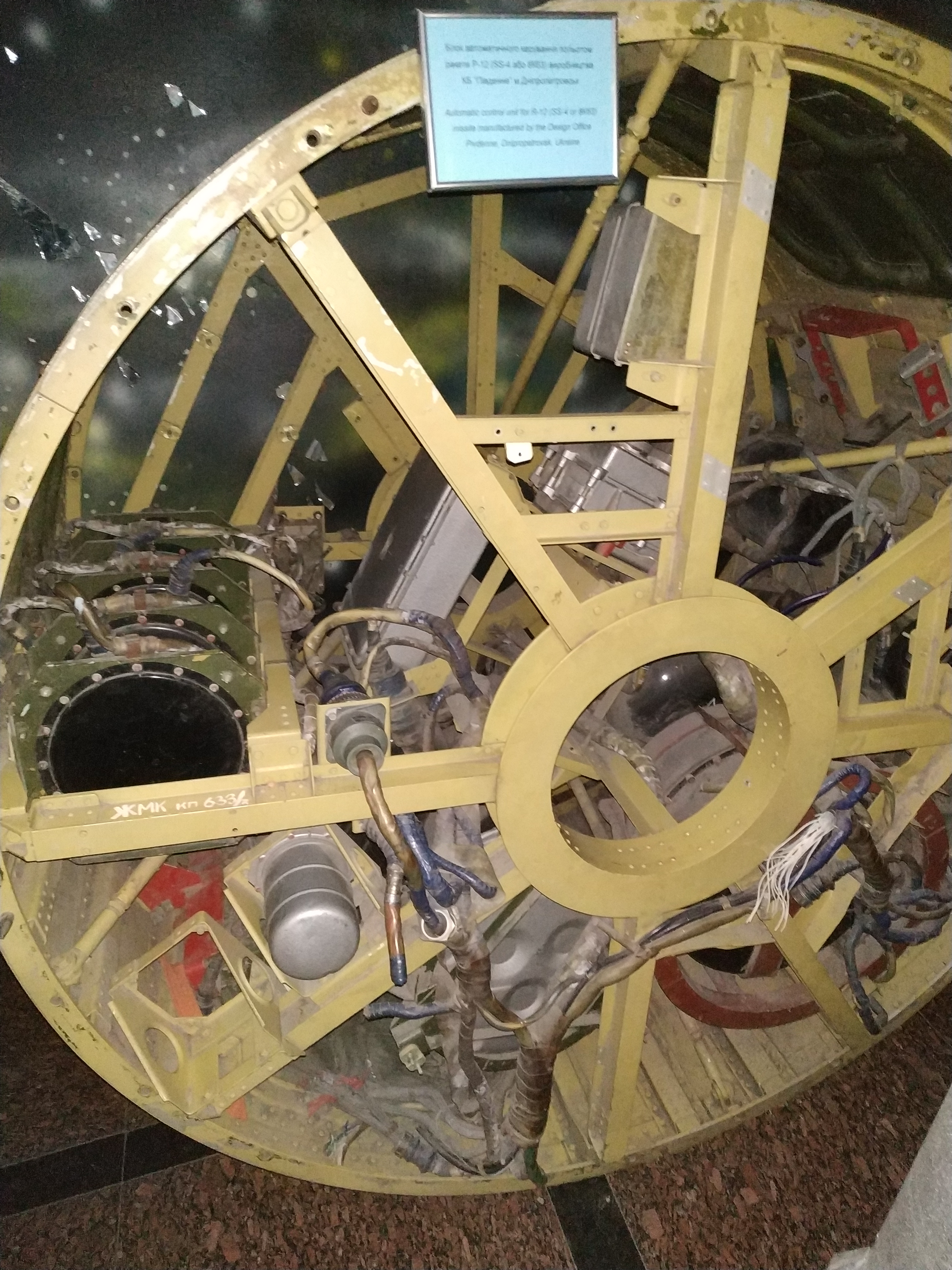

È stato il primo razzo ad avere il controllo automatico.

## Programma di studi spaziali internazionali
C'è un modello del dispositivo Interkosmos-1

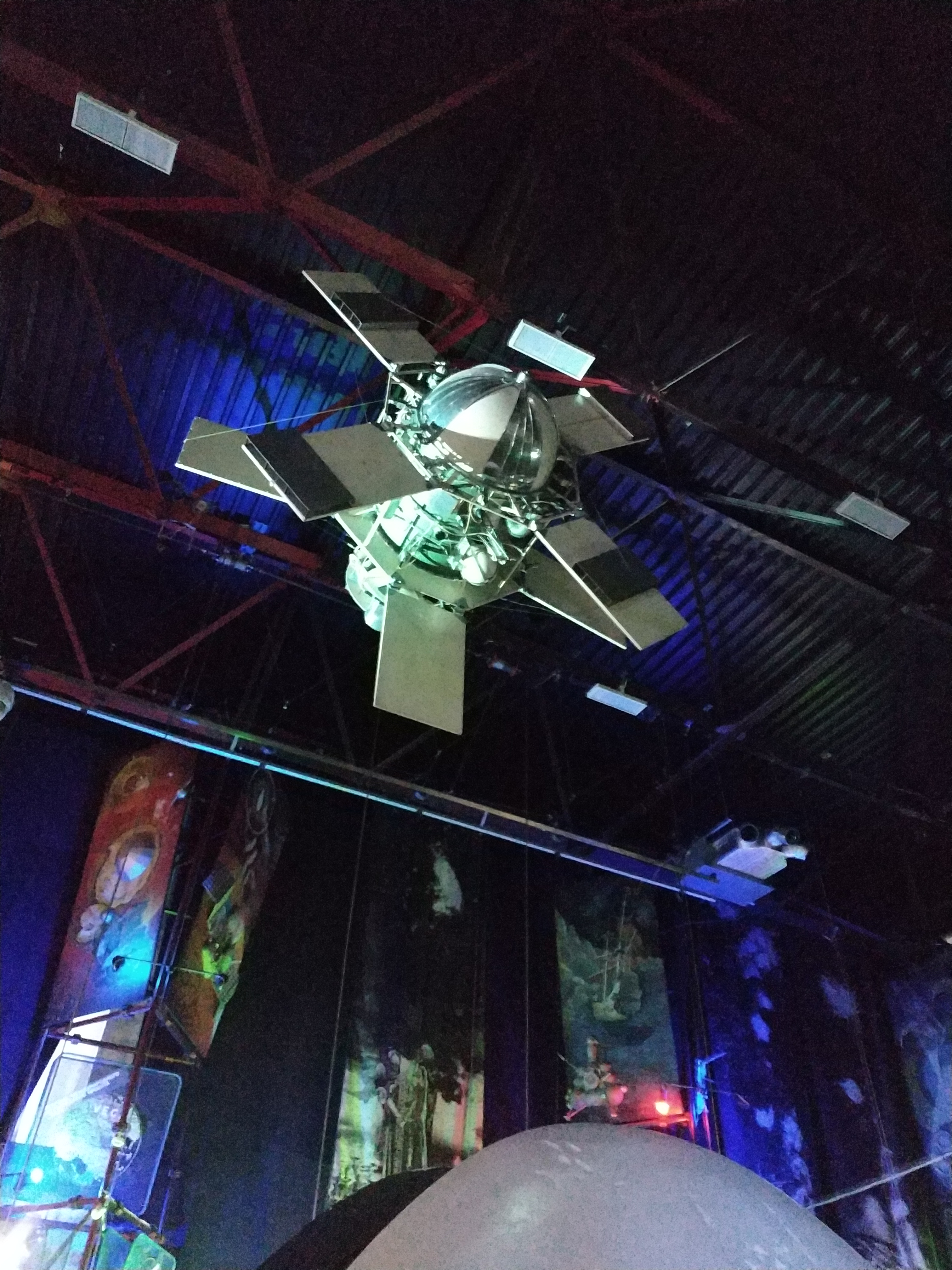

Spettrografo per fotografare il sole

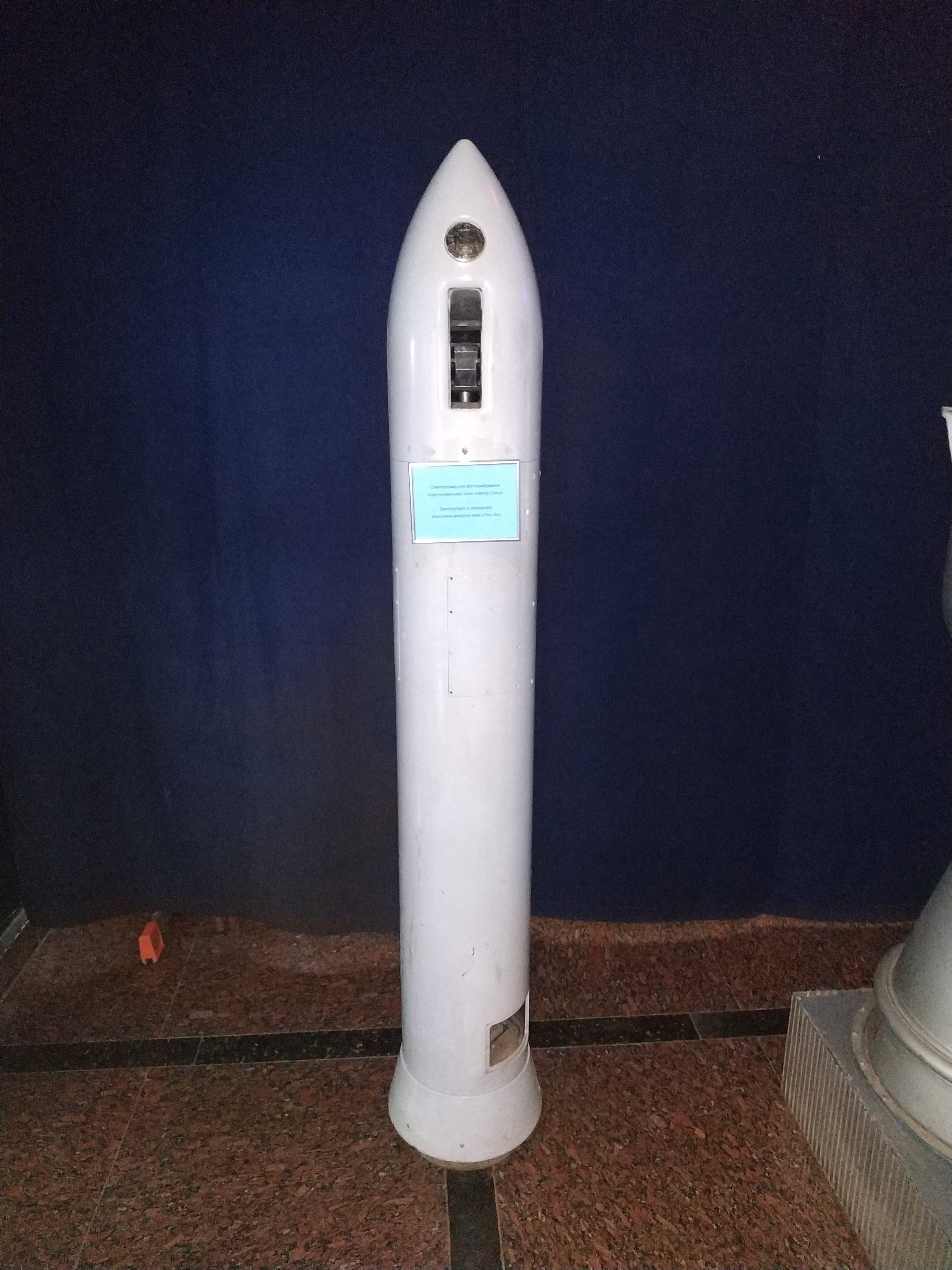

Oreol 3 (Aureus 3, AUOS-ZMA-IK, ARCAD 3), l'Oreol-3 1981 (progettato per studiare la natura della luce polare)
Sistemi con potenza di segnali che differiscono di 10-12 ordini. Il difficile compito di isolare gli ostacoli venne risolto

12 esperimenti (4 dall'Unione Sovietica, 7 dalla Francia, 1 compatibile)

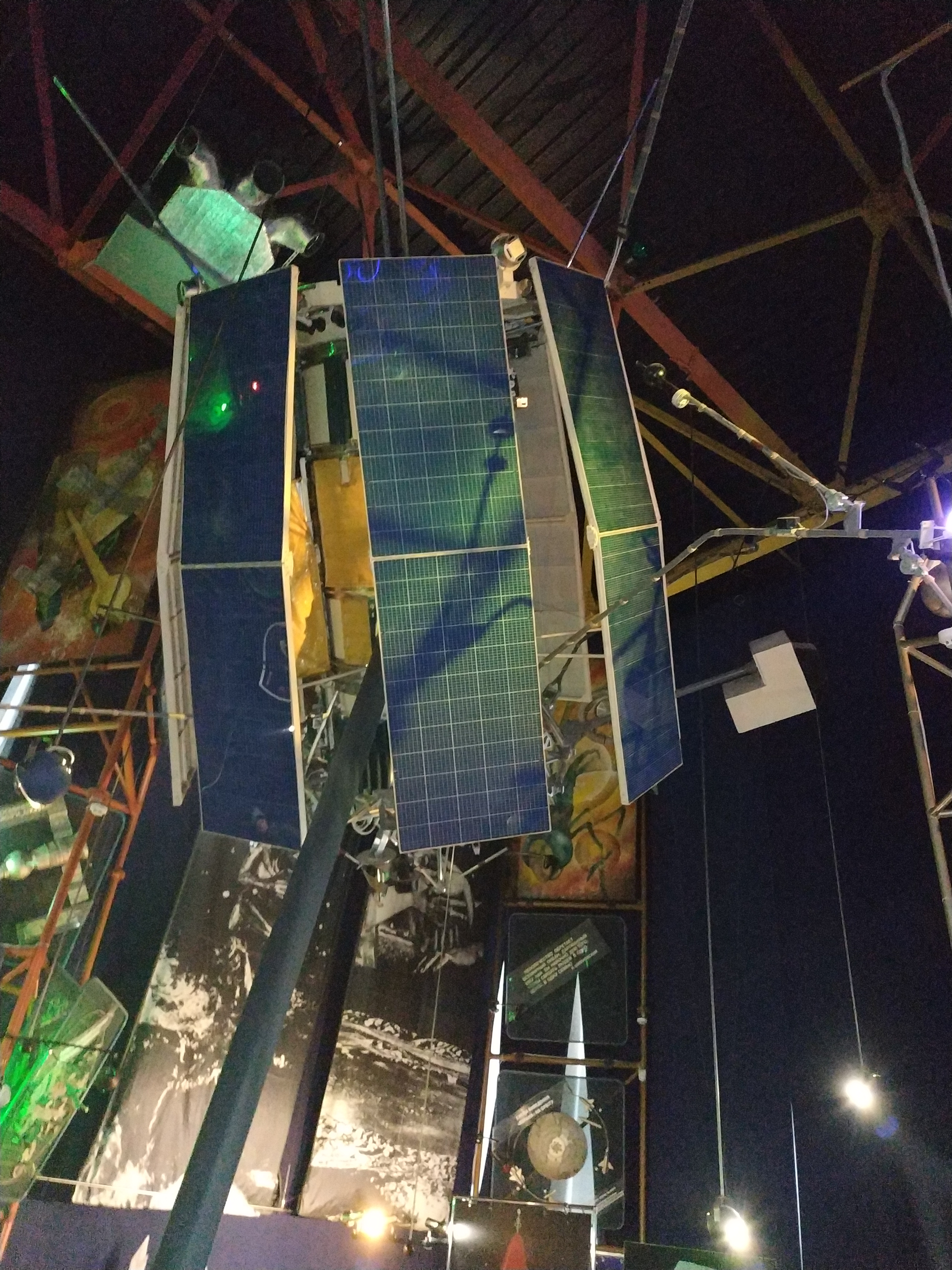

## Lancio marittimo
Disposizione dei missili Zenit-2 e Zenith-3SL Scala 1: 100

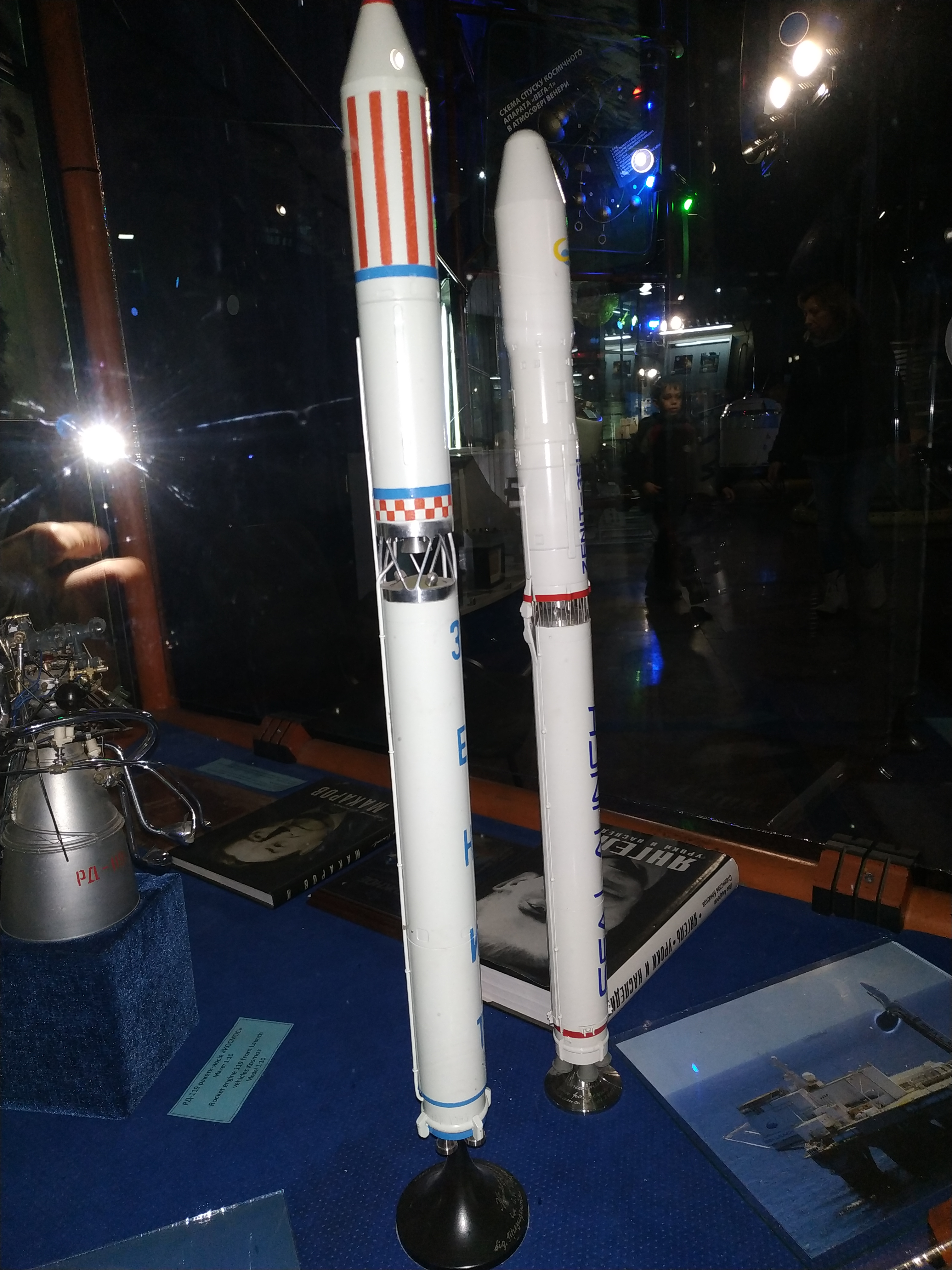

## Leonid Kadenyuk
Missione personale NASA STS-87 del cosmonauta Leonid Kostjantynovyč Kadenjuk

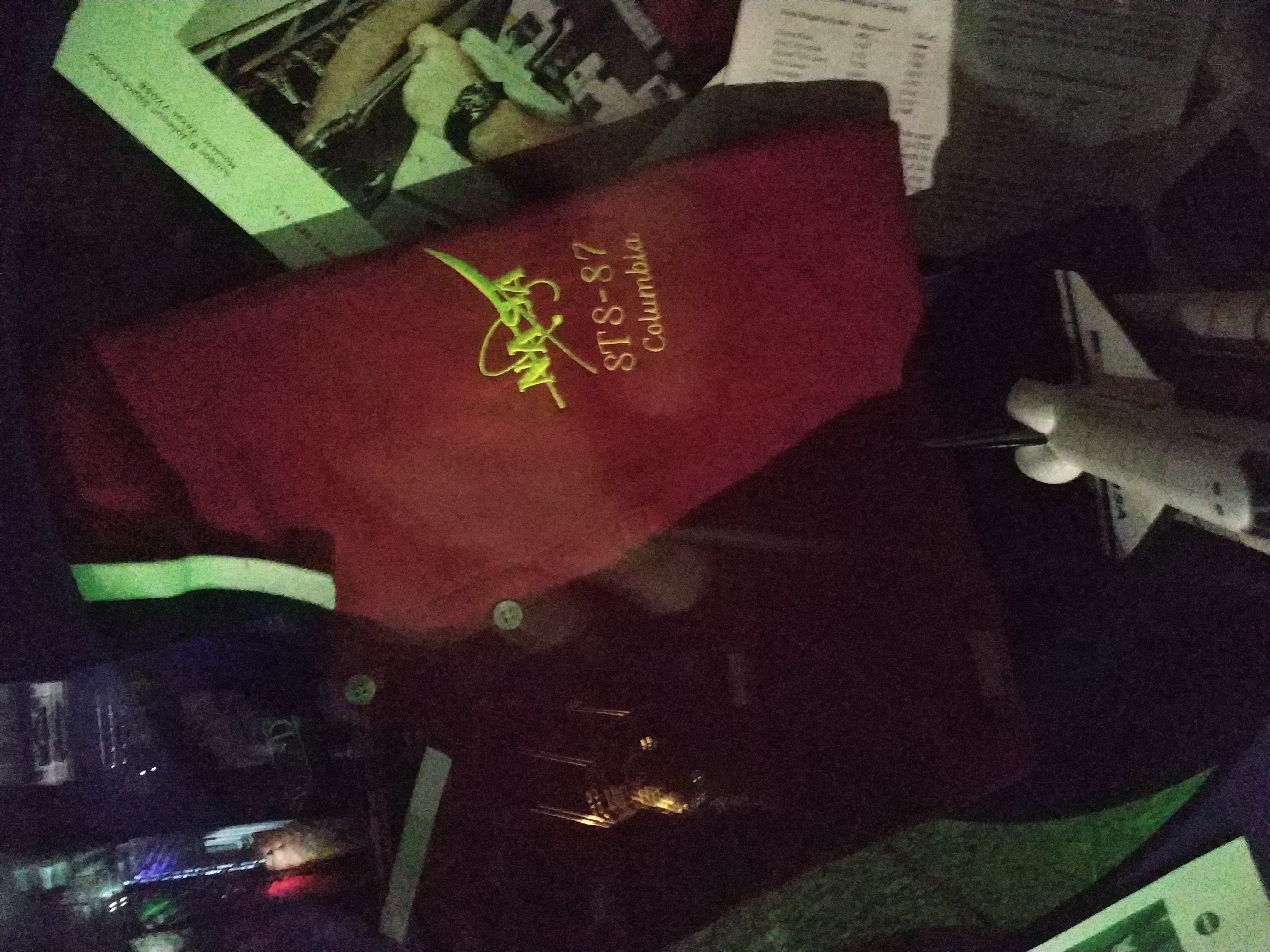